# Gutensteinerbahn
| Triebzug 5022 022-5 in der historisch erhaltenen Haltestelle Miesenbach |                      |                                                     |                                                     |
| |                      |                                                     |                                                     |
| Streckennummer (ÖBB): | 16701                |                                                     |                                                     |
| Kursbuchstrecke (ÖBB): | 521                  |                                                     |                                                     |
| Streckenlänge: | 33,751 km            |                                                     |                                                     |
| Spurweite: | 1435 mm (Normalspur) |                                                     |                                                     |
| Maximale Neigung: | 22 ‰                 |                                                     |                                                     |
| Minimaler Radius: | 139 m                |                                                     |                                                     |
| Streckengeschwindigkeit: | 90 km/h              |                                                     |                                                     |
| Zugbeeinflussung: | PZB                  |                                                     |                                                     |
| |                      |                                                     |                                                     |
| \| \| \| Leobersdorfer Bahn von Leobersdorf \| \| \| \| \| Lokalbahn Ebenfurth–Wittmannsdorf \| \| \| \| −0,973 \| Wittmannsdorf \| 274 m ü. A. \| \| \| \| Leobersdorfer Bahn nach St. Pölten Hbf \| \| \| \| −0,02 \| (Länge 5,5 m) \| (Länge 5,5 m) \| \| \| 0,000 \| Wächterhaus 3 (ehem. Abzw. v. d. Leobersd. B.) \| Wächterhaus 3 (ehem. Abzw. v. d. Leobersd. B.) \| \| \| 0,02 \| (Länge 10,5 m) \| (Länge 10,5 m) \| \| \| 2,11 \| Hölles (ehem. Anschl. Wiener Neustädter Flugzeugw.) \| Hölles (ehem. Anschl. Wiener Neustädter Flugzeugw.) \| \| \| 3,54 \| Südautobahn (A2) (Länge 43,0 m) \| Südautobahn (A2) (Länge 43,0 m) \| \| \| 3,84 \| Matzendorf \| 312 m ü. A. \| \| \| \| Schneebergbahn von Sollenau \| \| \| \| 6,16 \| Piesting (Länge 14,0 m) \| Piesting (Länge 14,0 m) \| \| \| 6,54 \| (Länge 9,0 m) \| (Länge 9,0 m) \| \| \| 6,86 \| Steinabrückl \| 312 m ü. A. \| \| \| \| Schneebergbahn nach Feuerwerksanstalt \| \| \| \| 7,050 \| derzeitiges Gleisende \| derzeitiges Gleisende \| \| \| 7,287 \| Anschlussbahn Firma Rütgers \| Anschlussbahn Firma Rütgers \| \| \| 7,816 \| Anschlussbahn \| Anschlussbahn \| \| \| 8,40 \| Südautobahn (A2) (Länge 50,0 m) \| Südautobahn (A2) (Länge 50,0 m) \| \| \| \| Schneebergbahn von Bad Fischau \| \| \| \| 9,070 \| Wöllersdorf \| 323 m ü. A. \| \| \| 9,67 \| (Länge 5,0 m) \| (Länge 5,0 m) \| \| \| 10,09 \| (Länge 4,0 m) \| (Länge 4,0 m) \| \| \| 10,200 \| Wöllersdorf-Marchgraben \| 327 m ü. A. \| \| \| 10,65 \| (Länge 2 × 3,0 m) \| (Länge 2 × 3,0 m) \| \| \| 10,99 \| Piesting (Länge 17,5 m) \| Piesting (Länge 17,5 m) \| \| \| 12,743 \| Piesting Harzwerk \| 336 m ü. A. \| \| \| 13,675 \| Piesting \| 343 m ü. A. \| \| \| 14,810 \| Dreistetten \| 344 m ü. A. \| \| \| 15,42 \| Piesting (Länge 15,5 m) \| Piesting (Länge 15,5 m) \| \| \| 15,66 \| (Länge 2 × 4,0 m) \| (Länge 2 × 4,0 m) \| \| \| 15,886 \| Ober Piesting \| 352 m ü. A. \| \| \| 16,20 \| (Länge 3,0 m) \| (Länge 3,0 m) \| \| \| 16,24 \| (Länge 3,0 m) \| (Länge 3,0 m) \| \| \| 16,47 \| Piesting (Länge 15,4 m) \| Piesting (Länge 15,4 m) \| \| \| 16,498 \| Anschlussbahn Firma Wopfinger \| Anschlussbahn Firma Wopfinger \| \| \| 16,566 \| Anschlussbahn Firma Wopfinger \| Anschlussbahn Firma Wopfinger \| \| \| 17,002 \| Anschlussbahn Firma Wopfinger \| Anschlussbahn Firma Wopfinger \| \| \| 17,032 \| Anschlussbahn Firma Wopfinger \| Anschlussbahn Firma Wopfinger \| \| \| 17,25 \| (Länge 6,5 m) \| (Länge 6,5 m) \| \| \| 17,61 \| (Länge 6,5 m) \| (Länge 6,5 m) \| \| \| 17,515 \| Wopfing \| 358 m ü. A. \| \| \| 19,017 \| Waldegg \| 368 m ü. A. \| \| \| 19,27 \| (Länge 4,3 m) \| (Länge 4,3 m) \| \| \| 19,30 \| Piesting (Länge 7,0 m) \| Piesting (Länge 7,0 m) \| \| \| 19,62 \| Dürnbach (Länge 4,0 m) \| Dürnbach (Länge 4,0 m) \| \| \| 19,560 \| Waldegg-Dürnbach \| 372 m ü. A. \| \| \| 20,24 \| Piesting (Länge 17,6 m) \| Piesting (Länge 17,6 m) \| \| \| 22,059 \| Oed \| 396 m ü. A. \| \| \| 23,705 \| Miesenbach-Waidmannsfeld \| 399 m ü. A. \| \| \| 24,54 \| (Länge 4,0 m) \| (Länge 4,0 m) \| \| \| 24,95 \| (Länge 9,2 m) \| (Länge 9,2 m) \| \| \| 25,07 \| Piesting (Länge 15,4 m) \| Piesting (Länge 15,4 m) \| \| \| 26,58 \| (Länge 4,0 m) \| (Länge 4,0 m) \| \| \| 26,62 \| Anschlussbahn Firma Essity (vormals SCA Ortmann) \| Anschlussbahn Firma Essity (vormals SCA Ortmann) \| \| \| 26,700 \| Ortmann \| 415 m ü. A. \| \| \| 27,37 \| Anschlussbahn Firma Essity \| Anschlussbahn Firma Essity \| \| \| 27,535 \| Pernitz Wipfelhofstraße \| 423 m ü. A. \| \| \| 27,92 \| Myrabach (Länge 6,0 m) \| Myrabach (Länge 6,0 m) \| \| \| 28,344 \| Pernitz-Muggendorf \| 430 m ü. A. \| \| \| 29,33 \| Anschlussbahn Sägewerk Hollinger \| Anschlussbahn Sägewerk Hollinger \| \| \| 29,53 \| Piesting (Länge 10,0 m) \| Piesting (Länge 10,0 m) \| \| \| 29,391 \| Pernitz Raimundviertel \| 443 m ü. A. \| \| \| 32,557 \| Gutenstein \| 468 m ü. A. \| |                      |                                                     |                                                     |
| Strecke |                      | Leobersdorfer Bahn von Leobersdorf                  | Leobersdorfer Bahn von Leobersdorf                  |
| Abzweig geradeaus und ehemals von links |                      | Lokalbahn Ebenfurth–Wittmannsdorf                   | Lokalbahn Ebenfurth–Wittmannsdorf                   |
| Bahnhof | −0,973               | Wittmannsdorf                                       | 274 m ü. A.                                         |
| Abzweig ehemals geradeaus und nach rechts |                      | Leobersdorfer Bahn nach St. Pölten Hbf              | Leobersdorfer Bahn nach St. Pölten Hbf              |
| Brücke (Strecke außer Betrieb) | −0,02                | (Länge 5,5 m)                                       | (Länge 5,5 m)                                       |
| Abzweig geradeaus und nach rechts (Strecke außer Betrieb) | 0,000                | Wächterhaus 3 (ehem. Abzw. v. d. Leobersd. B.)      | Wächterhaus 3 (ehem. Abzw. v. d. Leobersd. B.)      |
| Strecke mit Straßenbrücke (Strecke außer Betrieb) | 0,02                 | (Länge 10,5 m)                                      | (Länge 10,5 m)                                      |
| Dienststation / Betriebs- oder Güterbahnhof (Strecke außer Betrieb) | 2,11                 | Hölles (ehem. Anschl. Wiener Neustädter Flugzeugw.) | Hölles (ehem. Anschl. Wiener Neustädter Flugzeugw.) |
| Strecke mit Straßenbrücke (Strecke außer Betrieb) | 3,54                 | Südautobahn (A2) (Länge 43,0 m)                     | Südautobahn (A2) (Länge 43,0 m)                     |
| Haltepunkt / Haltestelle (Strecke außer Betrieb) | 3,84                 | Matzendorf                                          | 312 m ü. A.                                         |
| Abzweig geradeaus und von links (Strecke außer Betrieb) |                      | Schneebergbahn von Sollenau                         | Schneebergbahn von Sollenau                         |
| Brücke über Wasserlauf (Strecke außer Betrieb) | 6,16                 | Piesting (Länge 14,0 m)                             | Piesting (Länge 14,0 m)                             |
| Brücke (Strecke außer Betrieb) | 6,54                 | (Länge 9,0 m)                                       | (Länge 9,0 m)                                       |
| Bahnhof (Strecke außer Betrieb) | 6,86                 | Steinabrückl                                        | 312 m ü. A.                                         |
| Abzweig geradeaus und nach links (Strecke außer Betrieb) |                      | Schneebergbahn nach Feuerwerksanstalt               | Schneebergbahn nach Feuerwerksanstalt               |
| | 7,050                | derzeitiges Gleisende                               | derzeitiges Gleisende                               |
| Abzweig geradeaus und nach links | 7,287                | Anschlussbahn Firma Rütgers                         | Anschlussbahn Firma Rütgers                         |
| Abzweig geradeaus und von links | 7,816                | Anschlussbahn                                       | Anschlussbahn                                       |
| Strecke mit Straßenbrücke | 8,40                 | Südautobahn (A2) (Länge 50,0 m)                     | Südautobahn (A2) (Länge 50,0 m)                     |
| Abzweig geradeaus und von links |                      | Schneebergbahn von Bad Fischau                      | Schneebergbahn von Bad Fischau                      |
| Bahnhof | 9,070                | Wöllersdorf                                         | 323 m ü. A.                                         |
| Brücke | 9,67                 | (Länge 5,0 m)                                       | (Länge 5,0 m)                                       |
| Brücke | 10,09                | (Länge 4,0 m)                                       | (Länge 4,0 m)                                       |
| Haltepunkt / Haltestelle | 10,200               | Wöllersdorf-Marchgraben                             | 327 m ü. A.                                         |
| Brücke | 10,65                | (Länge 2 × 3,0 m)                                   | (Länge 2 × 3,0 m)                                   |
| Brücke über Wasserlauf | 10,99                | Piesting (Länge 17,5 m)                             | Piesting (Länge 17,5 m)                             |
| Haltepunkt / Haltestelle | 12,743               | Piesting Harzwerk                                   | 336 m ü. A.                                         |
| Bahnhof | 13,675               | Piesting                                            | 343 m ü. A.                                         |
| Haltepunkt / Haltestelle | 14,810               | Dreistetten                                         | 344 m ü. A.                                         |
| Brücke über Wasserlauf | 15,42                | Piesting (Länge 15,5 m)                             | Piesting (Länge 15,5 m)                             |
| Brücke | 15,66                | (Länge 2 × 4,0 m)                                   | (Länge 2 × 4,0 m)                                   |
| Bahnhof | 15,886               | Ober Piesting                                       | 352 m ü. A.                                         |
| Brücke | 16,20                | (Länge 3,0 m)                                       | (Länge 3,0 m)                                       |
| Brücke | 16,24                | (Länge 3,0 m)                                       | (Länge 3,0 m)                                       |
| Brücke über Wasserlauf | 16,47                | Piesting (Länge 15,4 m)                             | Piesting (Länge 15,4 m)                             |
| Abzweig geradeaus und nach links | 16,498               | Anschlussbahn Firma Wopfinger                       | Anschlussbahn Firma Wopfinger                       |
| Abzweig geradeaus und nach rechts | 16,566               | Anschlussbahn Firma Wopfinger                       | Anschlussbahn Firma Wopfinger                       |
| Abzweig geradeaus und von links | 17,002               | Anschlussbahn Firma Wopfinger                       | Anschlussbahn Firma Wopfinger                       |
| Abzweig geradeaus und von rechts | 17,032               | Anschlussbahn Firma Wopfinger                       | Anschlussbahn Firma Wopfinger                       |
| Brücke | 17,25                | (Länge 6,5 m)                                       | (Länge 6,5 m)                                       |
| Brücke | 17,61                | (Länge 6,5 m)                                       | (Länge 6,5 m)                                       |
| Haltepunkt / Haltestelle | 17,515               | Wopfing                                             | 358 m ü. A.                                         |
| Bahnhof | 19,017               | Waldegg                                             | 368 m ü. A.                                         |
| Brücke | 19,27                | (Länge 4,3 m)                                       | (Länge 4,3 m)                                       |
| Brücke über Wasserlauf | 19,30                | Piesting (Länge 7,0 m)                              | Piesting (Länge 7,0 m)                              |
| Brücke über Wasserlauf | 19,62                | Dürnbach (Länge 4,0 m)                              | Dürnbach (Länge 4,0 m)                              |
| Haltepunkt / Haltestelle | 19,560               | Waldegg-Dürnbach                                    | 372 m ü. A.                                         |
| Brücke über Wasserlauf | 20,24                | Piesting (Länge 17,6 m)                             | Piesting (Länge 17,6 m)                             |
| Bahnhof | 22,059               | Oed                                                 | 396 m ü. A.                                         |
| Haltepunkt / Haltestelle | 23,705               | Miesenbach-Waidmannsfeld                            | 399 m ü. A.                                         |
| Brücke | 24,54                | (Länge 4,0 m)                                       | (Länge 4,0 m)                                       |
| Brücke | 24,95                | (Länge 9,2 m)                                       | (Länge 9,2 m)                                       |
| Brücke über Wasserlauf | 25,07                | Piesting (Länge 15,4 m)                             | Piesting (Länge 15,4 m)                             |
| Brücke | 26,58                | (Länge 4,0 m)                                       | (Länge 4,0 m)                                       |
| Abzweig geradeaus und von links | 26,62                | Anschlussbahn Firma Essity (vormals SCA Ortmann)    | Anschlussbahn Firma Essity (vormals SCA Ortmann)    |
| Bahnhof | 26,700               | Ortmann                                             | 415 m ü. A.                                         |
| Abzweig geradeaus und von links | 27,37                | Anschlussbahn Firma Essity                          | Anschlussbahn Firma Essity                          |
| Haltepunkt / Haltestelle | 27,535               | Pernitz Wipfelhofstraße                             | 423 m ü. A.                                         |
| Brücke über Wasserlauf | 27,92                | Myrabach (Länge 6,0 m)                              | Myrabach (Länge 6,0 m)                              |
| Bahnhof | 28,344               | Pernitz-Muggendorf                                  | 430 m ü. A.                                         |
| Abzweig geradeaus und von links | 29,33                | Anschlussbahn Sägewerk Hollinger                    | Anschlussbahn Sägewerk Hollinger                    |
| Brücke über Wasserlauf | 29,53                | Piesting (Länge 10,0 m)                             | Piesting (Länge 10,0 m)                             |
| Haltepunkt / Haltestelle | 29,391               | Pernitz Raimundviertel                              | 443 m ü. A.                                         |
| Kopfbahnhof Streckenende | 32,557               | Gutenstein                                          | 468 m ü. A.                                         |

Die Gutensteinerbahn, landläufig ebenfalls als Piestingtalbahn bezeichnet, ist eine Eisenbahnstrecke im südlichen Niederösterreich. Sie führte ursprünglich in Normalspur (1.435 mm) von Wittmannsdorf, wo sie von der Leobersdorfer Bahn abzweigt, nach Gutenstein. Die Strecke zwischen Wittmannsdorf und Wöllersdorf wurde im Februar und März 2015 abgetragen. Züge nach Gutenstein fahren von Wiener Neustadt ab.
Die Baulänge der Gutensteinerbahn betrug ursprünglich 33.751 Meter. In ihrem Verlauf überwindet sie 194 Höhenmeter. Zwischen km 19,0 und km 20,2 weist sie die größten Steigungen auf, wobei der Maximalwert 24,5 ‰ beträgt.

## Streckenbeschreibung
Nachdem sie von Wittmannsdorf bis Wöllersdorf über das flache Steinfeld führt, tritt sie ab dort in das Piestingtal ein, das im Bereich von Wopfing bis Ortmann ihren engsten Bereich hat. Sie folgt im Piestingtal der Piesting, die auf Grund ihres großen Einzugsgebietes und der Enge des Tals immer wieder Hochwasser führt, die wiederholt zu enormen Schäden bei der Gutensteinerlinie geführt haben. Aus der Talenge ergeben sich teilweise enge Radien, deren geringste an mehreren Stellen gerade einmal 150 Meter betragen.

## Geschichte
Konzessioniert und gebaut wurde die Gutensteinerbahn ursprünglich von den Niederösterreichischen Südwestbahnen, die überdies die Leobersdorfer Bahn betrieb. Am 1. September 1877 wurde die Leobersdorfer Bahn von Leobersdorf bis Kaumberg eröffnet. Gleichzeitig wurde an diesem Tag die Gutensteinerbahn, die von der damaligen Abzweigung Wächterhaus 3 abzweigte, bis Gutenstein ebenso dem Betrieb übergeben.  Am 5. Juli 1878 wurde die Gutensteinerbahn jedoch per Gesetz vom Staat, der sich vordem von der Errichtung von Eisenbahnstrecken heraushielt, angekauft. 1882 wurde vom k. k. Handelsministerium ein Ansuchen der Stadtgemeinde Wiener Neustadt um Bewilligung von Vorarbeiten zur Herstellung einer normalspurigen Lokalbahn von Wiener Neustadt nach Wöllersdorf abgelehnt.

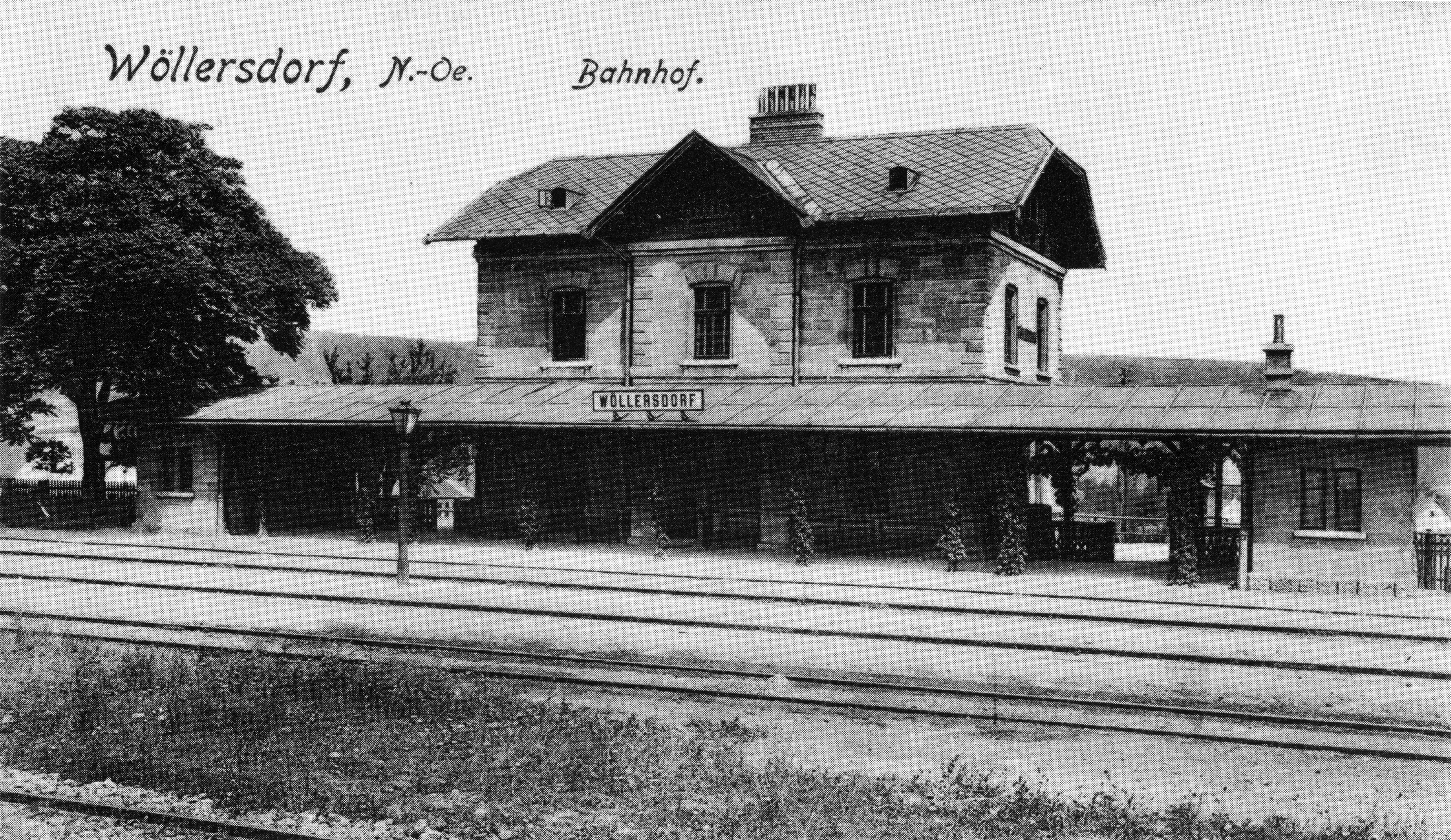
Bahnhof Wöllersdorf (um 1905)

Bahnhof Gutenstein, Gutenstein-Vorderbruck (1903)

Erst durch den Bau der am 23. August 1883 eröffneten Lokalbahn Ebenfurth–Wittmannsdorf wurde der Bahnhof Wittmannsdorf errichtet. Daraufhin wurde die Gutensteinerbahn am 30. Juli 1885 direkt an den Bahnhof Wittmannsdorf angeschlossen und die Abzweigung Wächterhaus 3 aufgelassen.
Mit der Eröffnung der Stammstrecke der Schneebergbahn am 15. April 1897 von Wiener Neustadt nach Puchberg am Schneeberg wurde ebenfalls die Flügelbahn von Bad Fischau nach Wöllersdorf eröffnet, womit diese mit der Gutensteinerbahn verknüpft wurde.
Nachdem am 1. Jänner 1899 die k.k. priv. Eisenbahn Wien-Aspang die Betriebsführung auf der Schneebergbahn übernommen hatte, wurde zwischen Sollenau und Feuerwerksanstalt eine Verbindungsbahn errichtet, die am 28. August 1900 eröffnet und in Steinabrückl mit der Gutensteinerbahn verknüpft wurde. Am 30. Mai 1947 wurde der Abschnitt Sollenau–Steinabrückl und am 27. Mai 1972 der Abschnitt Steinabrückl–Feuerwerksanstalt wieder aufgelassen.
Während der Zeit des Zweiten Weltkriegs bestand zudem in Hölles im km 2,110 ein Anschluss für die Wiener Neustädter Flugzeugwerke.
Die ursprüngliche Fahrgeschwindigkeit von nur 12 km/h wirkte sich im Personenverkehr sehr negativ aus. So betrug die Reisezeit für die Strecke von Wittmannsdorf nach Gutenstein rund 3 Stunden und 30 Minuten. Im Laufe der Jahre erfolgte eine kontinuierliche Verstärkung des Oberbaus, sodass ab den 1930er Jahren die Fahrgeschwindigkeit auf 40 km/h erhöht werden konnte. 1986 betrug die zugelassene Achslast 20 Tonnen und die Streckenhöchstgeschwindigkeit 50 bis 60 km/h.

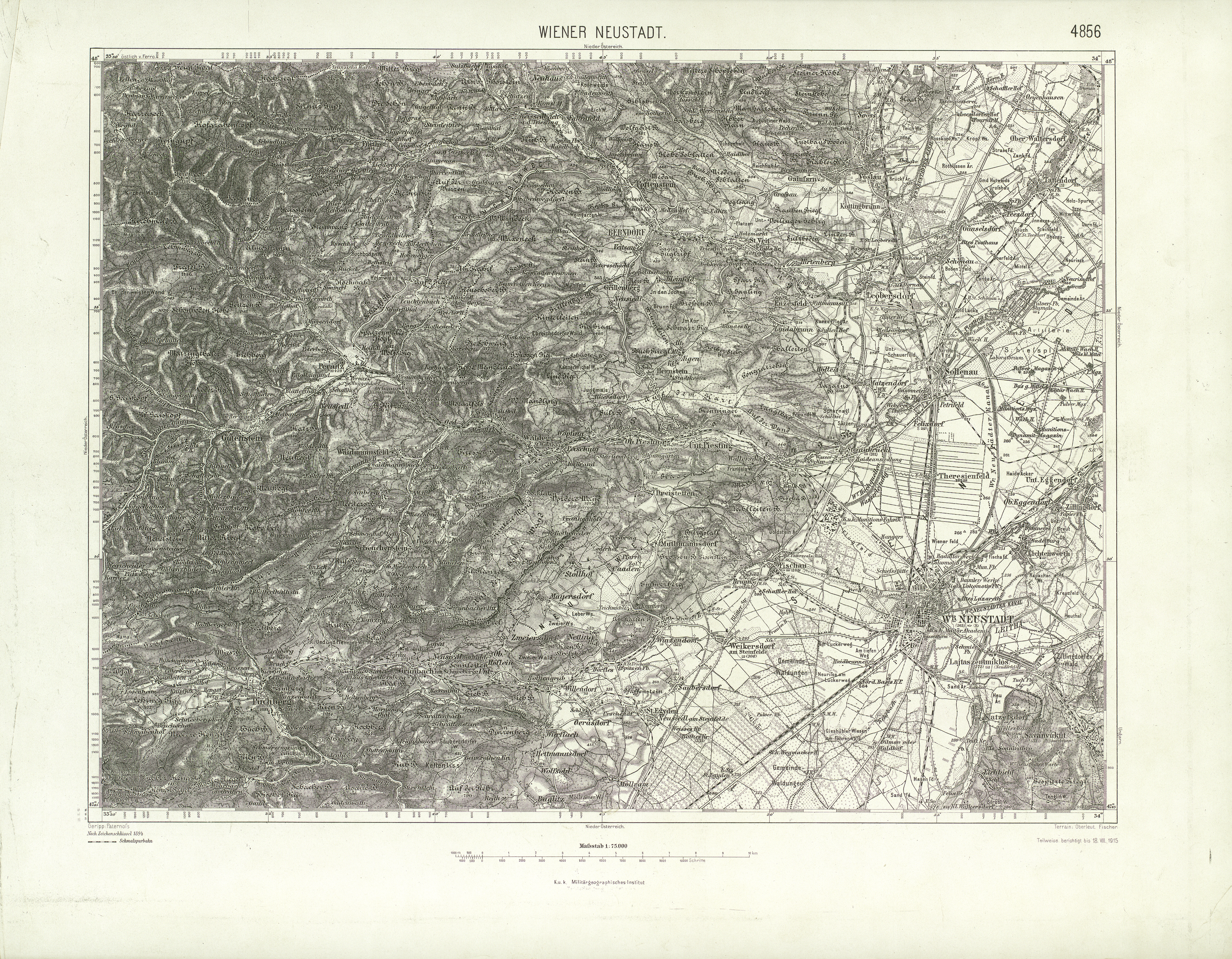
Die Gutensteinerbahn und ihre Nachbarlinien um 1915 (Spezialkarte der Landesaufnahme)

Am 16. März 1992 wurde für die in Ortmann ansässige Firma SCA Hygienepapier (heute Essity) ein Trockenzylinder transportiert, der mit einem Gewicht von 190 Tonnen, einer Länge von 8 Metern und einem Durchmesser von 6 Metern Rekordausmaße erreichte. Verladen war diese Fracht auf einem 20-achsigen privaten Tiefladewaggon, dessen Ladevorrichtung sowohl in der Breite, als auch in der Höhe verschiebbar war und der ein Eigengewicht von 159 Tonnen und eine Länge von 44 Metern aufwies. Inklusive des Trockenzylinders betrug das Gesamtgewicht des Waggons 349 Tonnen. Die gesamte Laufstrecke (Wien Albern Hafen–Aspangbahn–Felixdorf–Leobersdorf–Ortmann) musste für diesen Transport mit einer Schablone abgefahren werden, um zu ermitteln, ob dieser Transport überhaupt abgewickelt werden kann. Auf Grund der Berechnungen und der Ergebnisse dieser Messungen mussten an der Gutensteinerbahn umfangreiche Vorarbeiten − Verstärkung von Brücken, Absenkungen des bestehenden Gleisniveaus, Verkabelungen der vordem bestehenden Freileitungen etc. − durchgeführt werden. Der Transport selbst wurde von zahlreichen Schaulustigen begleitet. Es war dies der größte Transport, der bis zu diesem Zeitpunkt jemals auf dem Schienennetz der ÖBB abgewickelt wurde. Im Übrigen wäre die Beförderung des Trockenzylinders auf der Straße gar nicht möglich gewesen. Derartige Schwertransporte hatten auf der Gutensteinerbahn bereits Tradition. Schon 1934 und 1971 wurden Trockenzylinder nach Ortmann transportiert, die Aufsehen erregten, jedoch bei weitem nicht derartige Ausmaße hatten.

## Gegenwart
Heute wird die Gutensteinerbahn von Wiener Neustadt aus bedient, nachdem mit dem Fahrplanwechsel 1991 der Personenverkehr zwischen Wittmannsdorf und Wöllersdorf reduziert und 1997 eingestellt wurde. Im Zuge der Errichtung des integrierten Taktfahrplans NAT '91 wurde eine Anbindung an den Taktknoten Wiener Neustadt für kundenfreundlicher und wirtschaftlicher erachtet und die direkten Züge von und nach Wien mit Lokomotivwechsel in Wittmannsdorf oder Leobersdorf aufgelassen. Da der Güterverkehr für die Gutensteinerbahn ebenfalls vom Bahnhof Wiener Neustadt aus bedient wird, findet in diesem Abschnitt kein Verkehr mehr statt, die Strecke wurde im Februar und März 2015 abgetragen. Davor wurden auf ihr Güterzüge einer Anschlussbahn sowie gelegentlich Nostalgiefahrten von Wien nach Gutenstein (etwa zu den Ferdinand-Raimund-Festspielen) geführt. Diese wurden später über Wiener Neustadt geführt und werden mittlerweile gar nicht mehr angeboten.

### Ausbaumaßnahmen
Nachdem die Strecke in den 1980er und 1990er Jahren wiederholt einstellungsgefährdet war, wurde der Abschnitt von Wöllersdorf bis Gutenstein in den Jahren 2004 und 2005 mit einem Kostenaufwand von rund 20 Millionen Euro erneuert und modernisiert. Damit konnte zudem die Streckenhöchstgeschwindigkeit abschnittsweise angehoben werden. Die Maximalgeschwindigkeit beträgt dennoch in zwei Abschnitten 75 km/h beziehungsweise 80 km/h. In den überwiegenden Bereichen liegt die Geschwindigkeit auf Grund der zahlreichen engen Radien bei etwa 60 km/h. Im Zusammenwirken mit der neuen Zugleit- und Sicherungstechnik für schnelleren und verdichteten Fahrbetrieb sowie durch die dadurch mögliche flüssigere Kreuzungsabwicklung ergaben sich in der Gesamtstrecke zwischen Wiener Neustadt und Gutenstein dennoch Fahrzeitverkürzungen im Ausmaß von bis zu 15 Minuten.
Nach Abschluss von umfangreichen Investitionen in Bahnhöfe, Gleisanlagen, licht- bzw. schrankengeregelte Bahnübergänge sowie Zugsicherungsanlagen im Umfang von 20 Mio. Euro wurde am 12. November 2005 der vereinfachte V3-Betrieb (vormals Zugleitbetrieb) offiziell in Betrieb genommen. Wöllersdorf wurde zum Zugleitbahnhof für den Streckenabschnitt Wöllersdorf–Gutenstein.
Im Jahr 2020 wurde abermals in die Strecke investiert. In den Sommerferien von Anfang Juli bis Ende August wurden Gleisarbeiten durchgeführt, ab September wurden dann diverse Anlagen der Sicherungstechnik erneuert. So wurde das erste digitale Stellwerk („Cloud-Stellwerk“) der Firma Thales in Österreich errichtet und bereits erprobt. Dieses Stellwerk ist seit 9. Oktober 2020 in Betrieb, arbeitet jedoch derzeit (noch) als gewöhnliches ESTW. Darüber hinaus wurden auch zahlreiche Eisenbahnkreuzungen erneuert.

### Güterverkehr

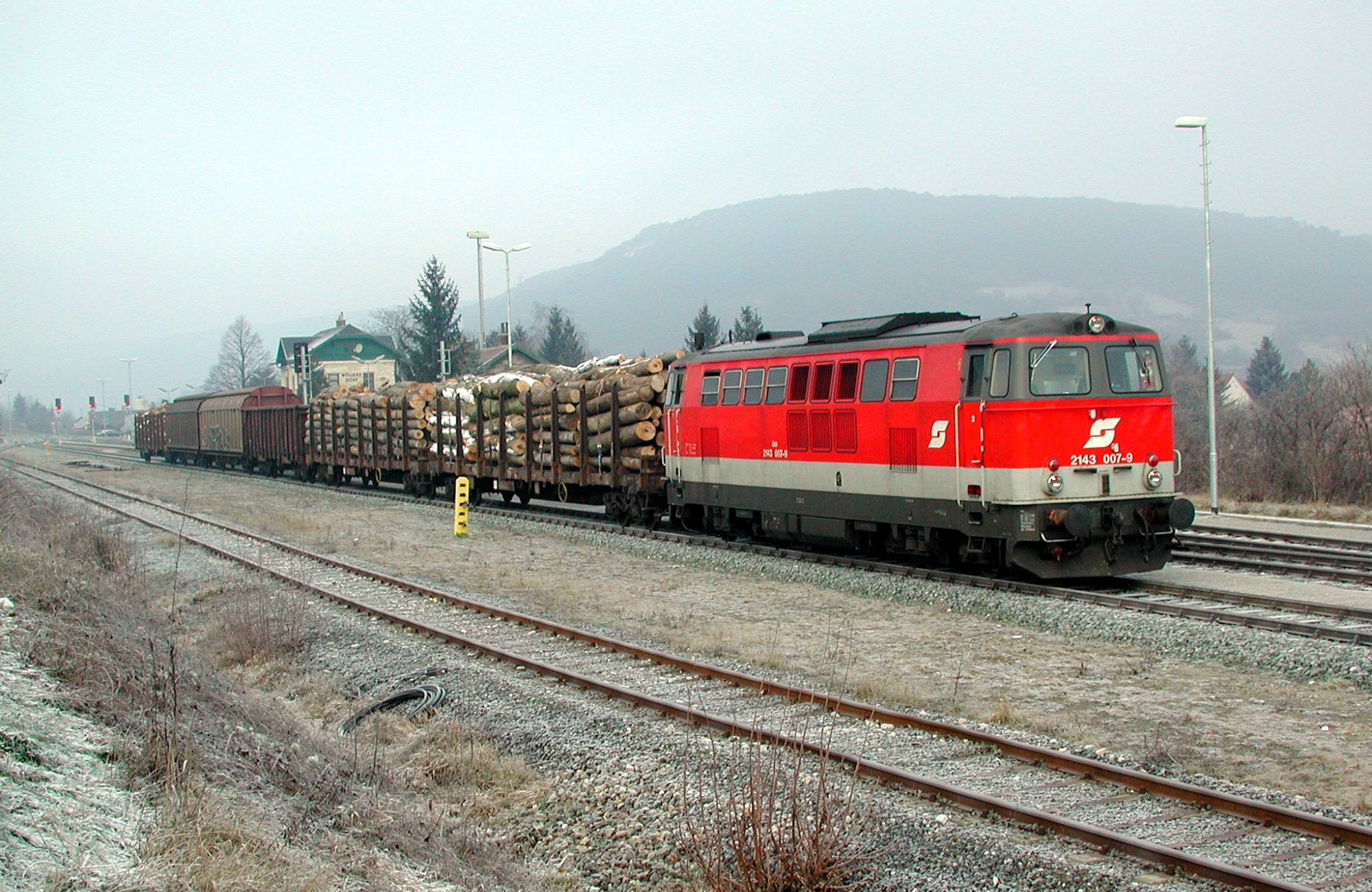
Güterzug mit Lok der Reihe 2143 in Wöllersdorf

Dank potenter Großkunden im Güterverkehr – hier sind die Hygienepapier Essity in Pernitz (Ortmann) und Wopfinger Baustoffindustrie GmbH („baumit“) in Wopfing an erster Stelle zu nennen – hat die Gutensteinerbahn nunmehr beste Zukunftsaussichten. In den letzten Jahren betrug das Frachtaufkommen konstant rund 400.000 Tonnen, von denen ein großer Teil zum Weitertransport ins Ausland bestimmt waren. Den Bewohnern des Piestingtals erspart die Gutensteinerbahn damit eine Vielzahl von Lkw-Fahrten.
Eine Besonderheit ist, dass auf der Gutensteinerbahn zur Bewältigung des Frachtanfalls der Firma Essity Hygienepapier-Ortmann an Samstagen, Sonn- und Feiertagen ein eigenes Güterzugpaar geführt wird. An Werktagen verkehren insgesamt bis zu fünf Güterzugpaare.

### Personenverkehr
Im Personenverkehr nutzten trotz bahnparalleler, konkurrierender Buslinie rund 1.800 Fahrgäste täglich die Gutensteinerbahn, wozu nicht zuletzt eine aktive Haltestellenpolitik der ÖBB beitrug. So wurden zwischen 1999 und 2003 zusätzlich zu den bisherigen Personenhalten die neuen Haltestellen Wöllersdorf-Marchgraben, Piesting Harzwerk, Waldegg-Dürnbach und Pernitz Raimundviertel eröffnet.
Mit 6. Juli 2020 wurde der bahnparallele Busverkehr eingestellt, die entfallenden Buskilometer wurden für den Aufbau eines Anschlussbussystems verwendet. Die Buslinien 314 (Piesting – Berndorf), 330 (Pernitz – Puchberg), 331 (Piesting – Waldegg), 332 (Pernitz – Muggendorf/Myrafälle – Thal), 333 (Pernitz – Neusiedl), 334 (Pernitz – Feichtenbach), 335 (Pernitz – Berndorf), 336 (Piesting – Winzendorf), 338 (Wöllersdorf – Felixdorf) 339 (Pernitz – Schwarzau i. G. – Rohr im Gebirge) und 340 (Pernitz – Rohr im Gebirge). Mit diesen Maßnahmen ist eine weitere Zunahme der Fahrgäste auf der Bahn zu erwarten.
Es gilt der Tarif des Verkehrsverbund Ost-Region (VOR).

## Der Fahrplan im Wandel der Zeit
Da die ÖBB mit der Schneebergbahn kein Übereinkommen zu Mitbenützung der Strecke von Wiener Neustadt bis Wöllersdorf hatten, konnte der Betrieb der Gutensteinerbahn bis 1. Juli 1937 ausschließlich über Wittmannsdorf abgewickelt werden. Der Bahnhof Wittmannsdorf war dafür zusätzlich mit einem eigenen Heizhaus ausgestattet. Erst nach Übernahme der Aspangbahn und der Schneebergbahn in die Betriebsführung der BBÖ war die Führung direkter Züge von Wiener Neustadt nach Gutenstein möglich.
Im Fahrplan 1946 sind insgesamt drei tägliche Zugpaare von Wiener Neustadt nach Gutenstein verzeichnet, während es im Fahrplan 1950 bereits sieben tägliche Zugpaare zwischen Wöllersdorf und Gutenstein waren, von denen drei von Leobersdorf (mit Anschluss von bzw. nach Wiener Neustadt) und vier von Wiener Neustadt verkehrten. Zwischen 1962 und 1989 verkehrten auf der Gutensteinerbahn acht tägliche Zugpaare.
Im September 1989 wurde ein Stundentakt mit 12 bis 15 täglichen Zugpaaren eingeführt.
Ab dem Fahrplanwechsel im Dezember 2005 wurde dank steigender Fahrgastzahlen an Werktagen in den Morgen- und Abendspitzen ein Halbstundentakt eingeführt.
Mit dem Sommerfahrplan 2010 wurden zwei Frühzüge zurückgenommen, der Nachmittagsverkehr auf Stundentakt umgestellt sowie aufgrund geringer Fahrgastfrequenzen zusätzliche Verstärkerzüge gestrichen.
Seit dem Fahrplan 2020 steht an allen Tagen ein ganztägiger Stundentakt zur Verfügung. Zusätzlich besteht an Werktagen (außer Samstag) im Früh- und Nachmittagsverkehr ein Halbstundentakt in beide Richtungen. Somit verkehren täglich 28 bzw. 19 Zugspaare.
An Samstagen, Sonn- und Feiertagen gibt es einmal täglich am Wochenende am späteren Nachmittag eine durchgehende Verbindung bis Wien Hauptbahnhof, die in den Bestandstakt integriert wurde.
Mit dem Fahrplan 2021 wurden die Betriebszeiten der Strecke weiter ausgeweitet. (Gutenstein: Abfahrt 1. Zug Mo–Fr 04.03 – Ankunft letzter Zug. 00:29, Sa, So Ftg Abfahrt 1. Zug 05.33 Ankunft letzter Zug 01:34)

## Zukunft
Es gab Überlegungen, in Fortsetzung des bereits elektrifizierten Abschnittes Leobersdorf–Wittmannsdorf die Strecke bis Wöllersdorf zu elektrifizieren und den Personenverkehr im Schnellbahnbetrieb zwischen Wittmannsdorf und Wöllersdorf wieder aufzunehmen. Dazu hätte allerdings der Oberbau erneuert, die Eisenbahnkreuzungen technisch gesichert und die bereits alte Elektrifizierung bis Wittmannsdorf ebenfalls erneuert werden müssen, was im Ergebnis einen völligen Neubau dieser wenig genützten Strecke bedeutet hätte. Dazu kam es nicht, im Gegenteil wurde die Oberleitung nach Wittmansdorf 2015 abgeschaltet und 2018 abgetragen. Die Technik der Elektrifizierung hatte noch auf den Regeln ihrer Erbauungszeit Ende der 1950er-Jahre beruht und wäre grundlegend zu erneuern gewesen. Dafür bestand kein Bedarf.
Forderungen nach vollständiger Neu-Elektrifizierung dieser Strecke wurden bisher nicht in den Rahmenplan aufgenommen. Die Fahrten mit dem Batteriehybridzug mussten wegen Leistungsmangel abgebrochen werden. Auch der Wasserstoffversuchszug war sehr störungsanfällig und nur zu 50 % seiner ursprünglichen Verkehrsplanung im Einsatz.
Das Gerücht, wonach die Gutensteinerbahn eingestellt werden solle, bestätigte sich nur für deren ersten Abschnitt zwischen Wittmansdorf und Wöllersdorf. Basierend auf der im Jahr 2020 durchgeführten Modernisierung der gesamten Bahnstrecke von Wöllersdorf bis Gutenstein ist in den nächsten Jahren mit keiner Auflassung der Strecke zu rechnen.
Mit 6. Juli 2020 wurde der jahrzehntelange Busparallelverkehr eines privaten Linienbetreibers in der Strecke Gutenstein Wr. Neustadt eingestellt. Gleichzeitig wurde in Piesting, Pernitz Muggendorf und Gutenstein eine neue Umsteigemöglichkeit zum regionalen Busverkehr, der die weitere Region erschließt, eingerichtet. Auch damit wurde vom VOR ein eindeutiges Signal zum Beibehalt der Strecke gesetzt.

## Fahrbetriebsmittel
Die Niederösterreichische Südwestbahnen (NÖSWB) setzten zu Beginn folgende Reihen auf der Gutensteinerbahn ein: NÖSWB Serie A, NÖSWB Serie B, NÖSWB 1C, NÖSWB Serie C. Dabei verkehrte die 1C mit dem Doppelstockwagen, um eine effiziente Durchführung des Personenverkehrs zu ermöglichen (vergleiche → Leobersdorfer Bahn).
Nach Übernahme der NÖSWB durch die kkStB verblieben die oben genannten Fahrzeuge auf der Gutensteinerbahn. Dazu kamen überdies die Reihen kkStB 97 und kkStB 99.
In der Zeit der BBÖ sind folgende Reihen dokumentiert: BBÖ 199, BBÖ 399, BBÖ 229, BBÖ 178, BBÖ 30 (ehemalige Stadtbahnlokomotive, stationiert in Wittmannsdorf), BBÖ 460 und BBÖ 378.
Die ÖBB setzte ab 1953 folgende Dampflokomotivreihen auf der Gutensteinerbahn ein: ÖBB 77, ÖBB 91, ÖBB 75, ÖBB 93, ÖBB 52, ÖBB 152 und ÖBB 58, die in Wiener Neustadt stationiert war. Der letzte planmäßig mit einer Dampflokomotive bespannte Zug war ein von der 152.237 geführter Güterzug, der am 29. Mai 1972 verkehrte.
An Dieselfahrzeugen wurden zunächst ÖBB 2045, ÖBB 2143, ÖBB 2062, ÖBB 2067, ÖBB 5041, ÖBB 5044, ÖBB 5144, ÖBB 5046 und ÖBB 5080 verwendet.

### Gegenwart
Im Personenverkehr kommt vorwiegend die neueste Triebwagen-Generation der ÖBB-Baureihe 5022 (Desiro) sowie seltener die älteren Jenbacher Triebwagen der ÖBB-Baureihe 5047 zum Einsatz. Aus Frequenzgründen (Schülerbeförderung) wird 1 Zugpaar (Züge R 6501 / R 6508) mit Doppelstockwendezug geführt. Ab dem Fahrplanwechsel im Dezember 2024 wurde der Zug durch eine 2-teilige ÖBB-5022-Garnitur ersetzt.
Güterzüge werden von der ÖBB-Baureihe 2016 (Herkules) bespannt.

### Vergangenheit

#### Dampflokomotiven
- Reihe 52,
- Reihe 77 (ex BBÖ 629),
- Reihe 91 (ex BBÖ 199 und 99),
- Reihe 93 (ex BBÖ 378),
- Reihe BBÖ 229

#### Diesellokomotiven
- Reihe 2045
- Reihe 2050
- Reihe 2060
- Reihe 2062
- Reihe 2067

#### Triebwagen und Triebzüge
- VT 5041,
- VT 5042,
- VT 5044,
- VT 5144,
- VT 5046,
- VT 5146,
- VT 5081

## Galerie

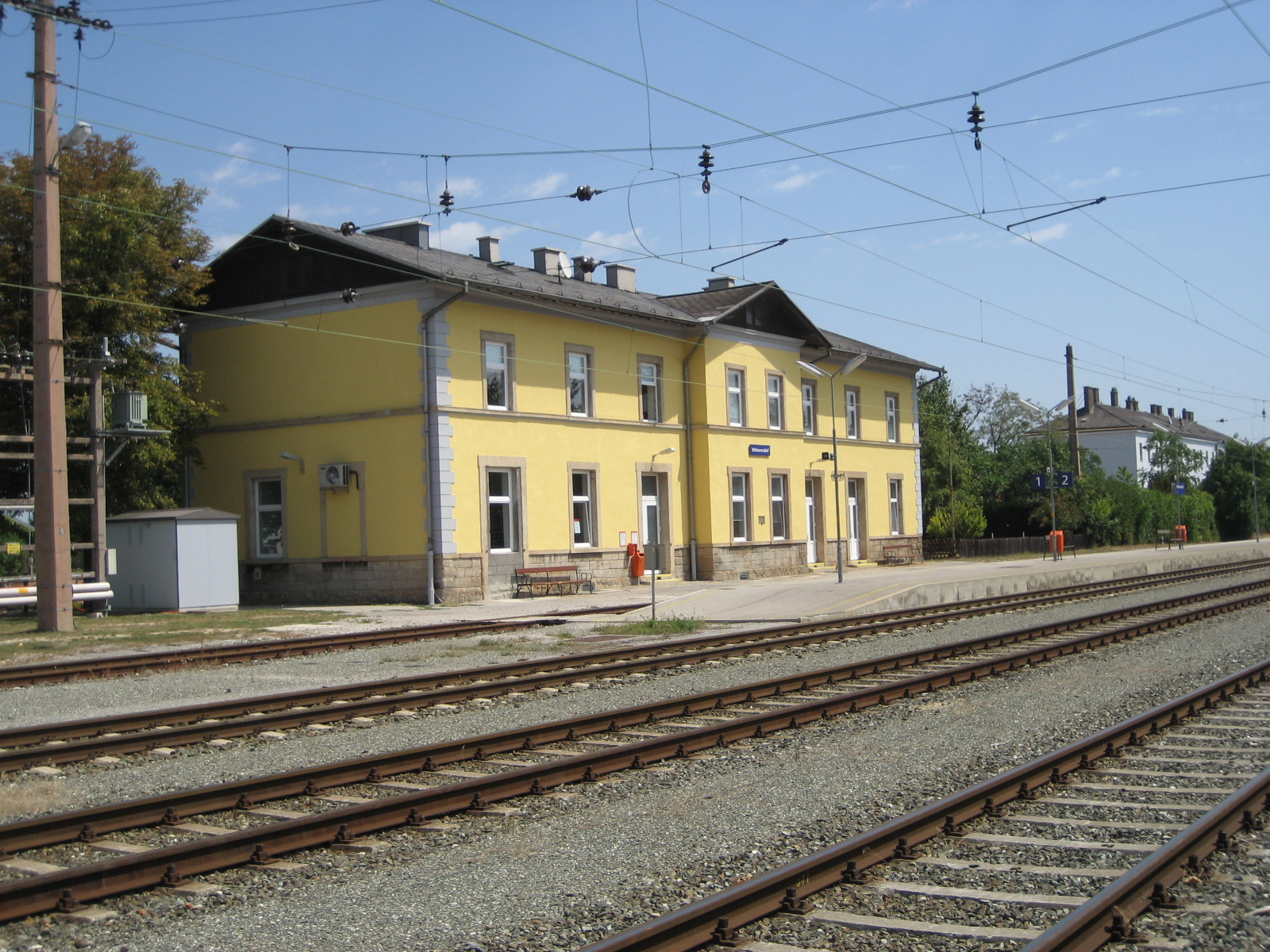
Bahnhof Wittmannsdorf
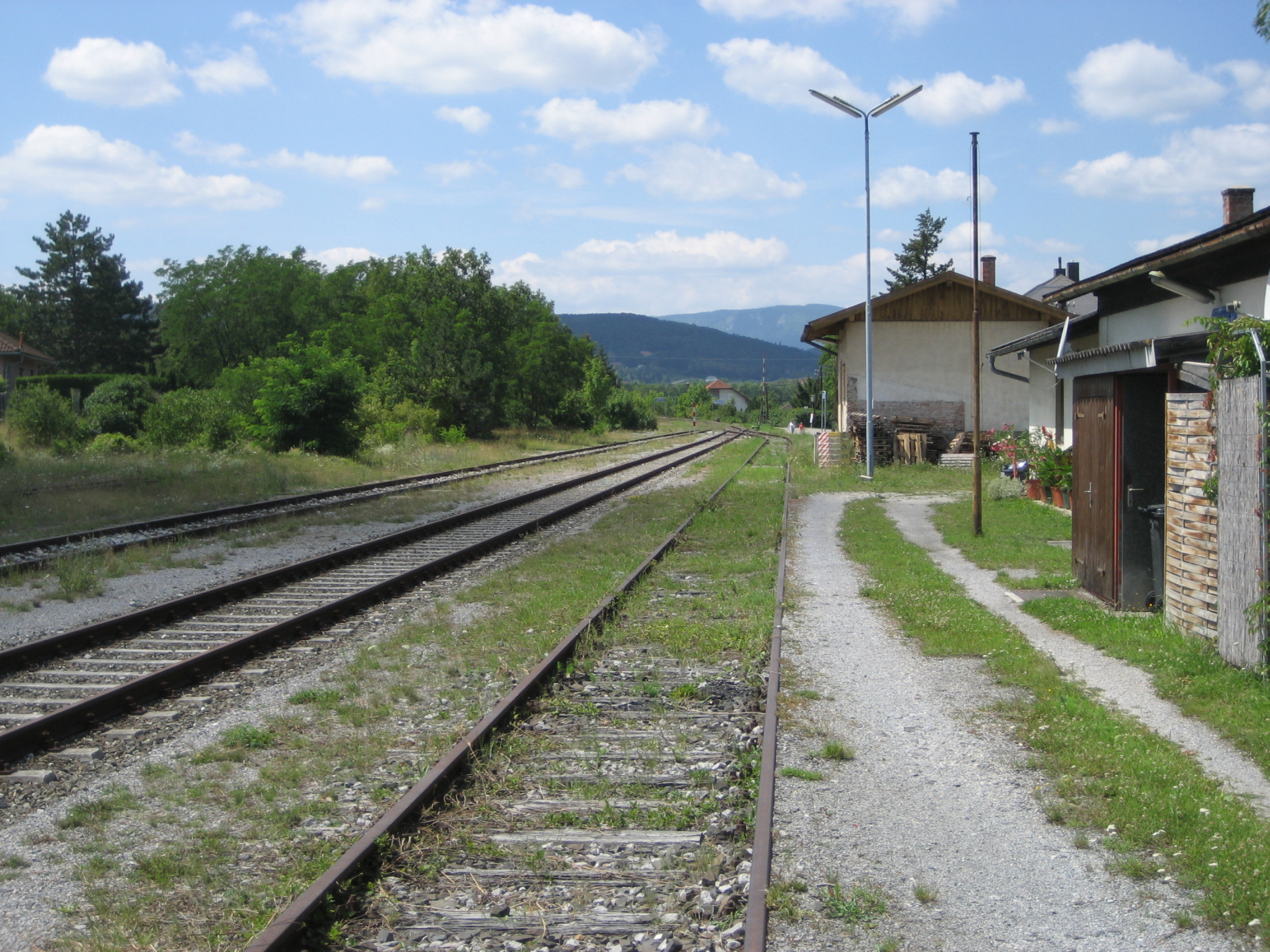
Ehemaliger Bahnhof Steinabrückl
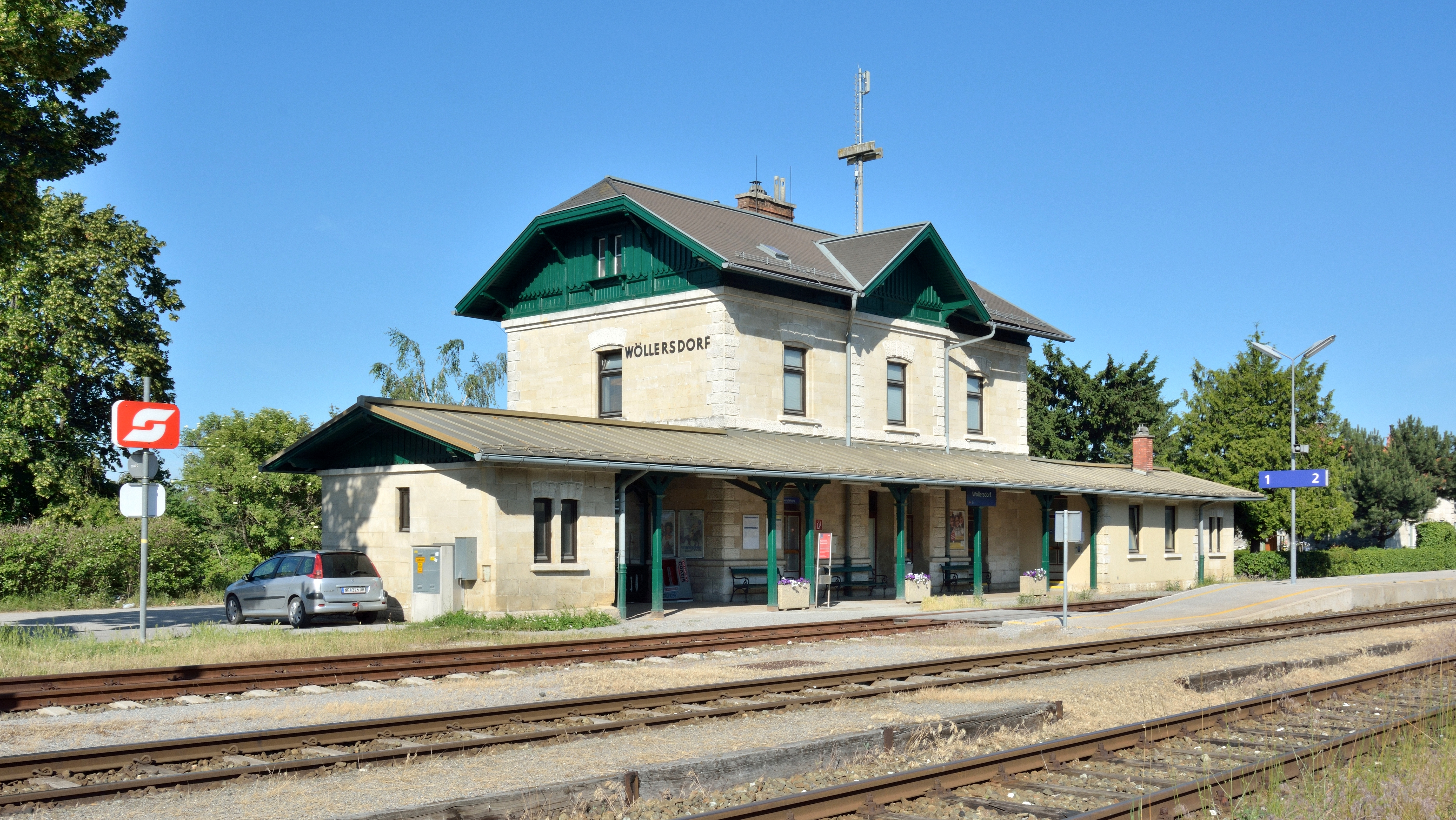
Bahnhof Wöllersdorf
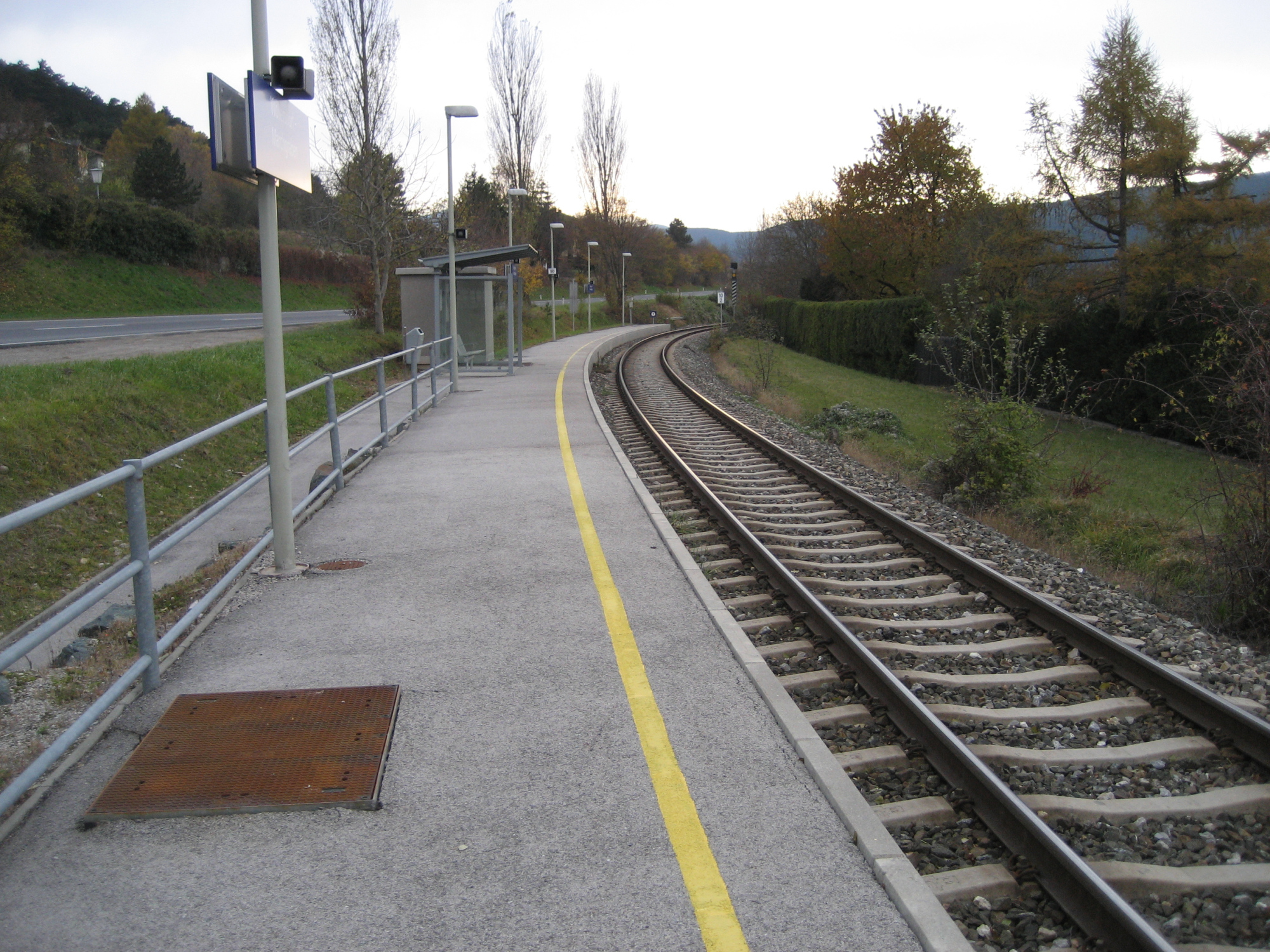
Haltestelle Wöllersdorf Marchgraben
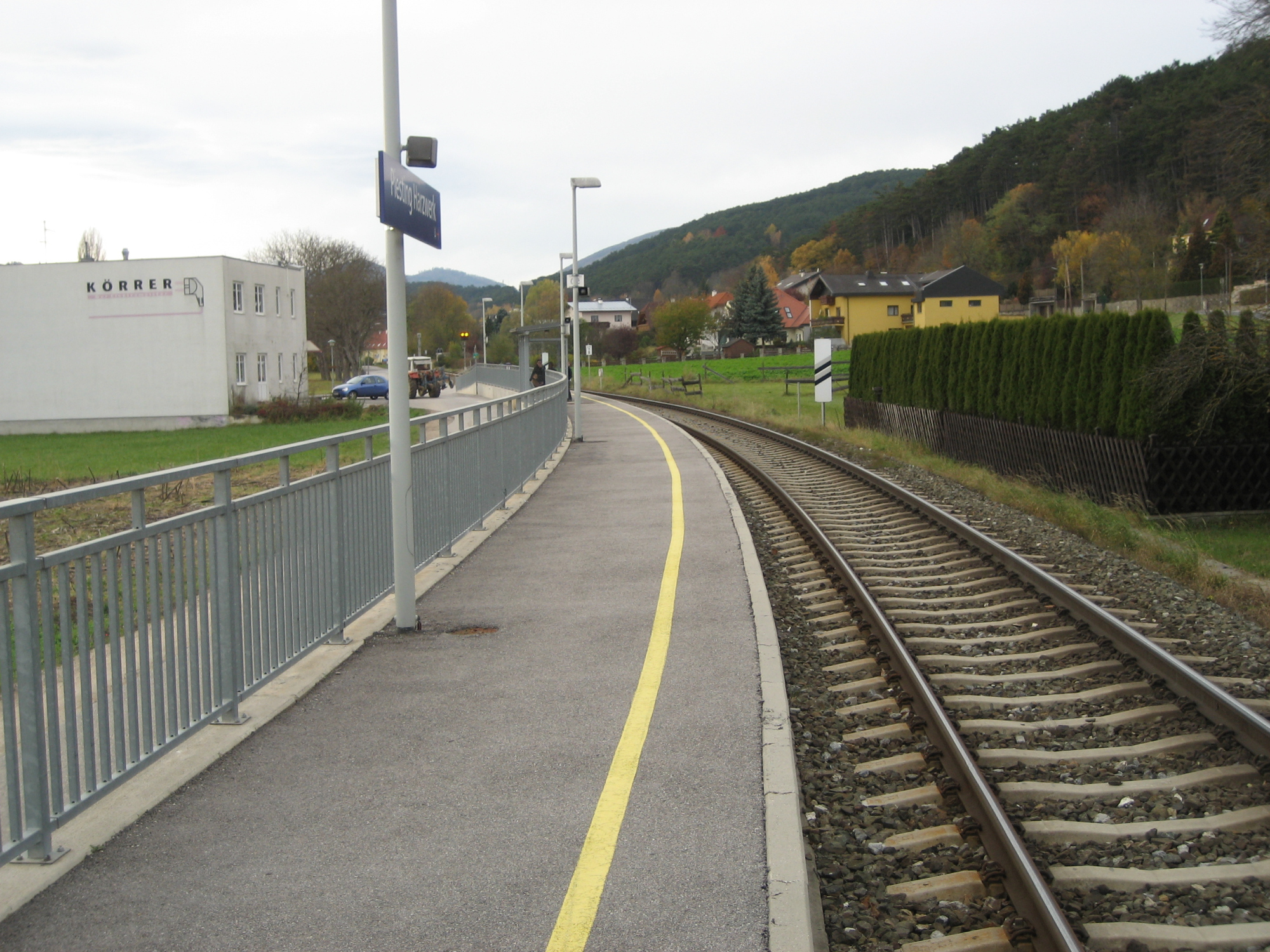
Haltestelle Piesting Harzwerk
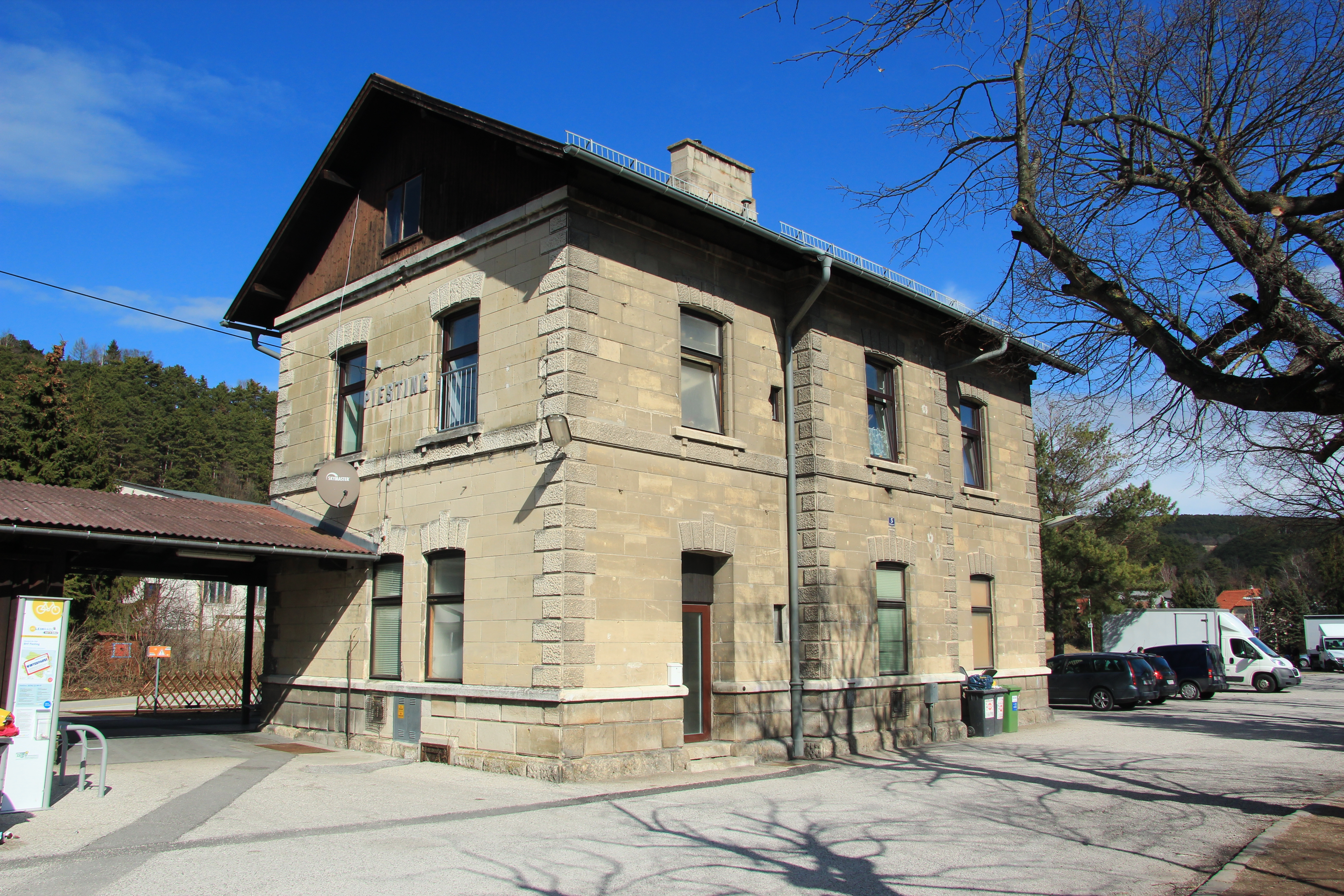
Bahnhof Piesting
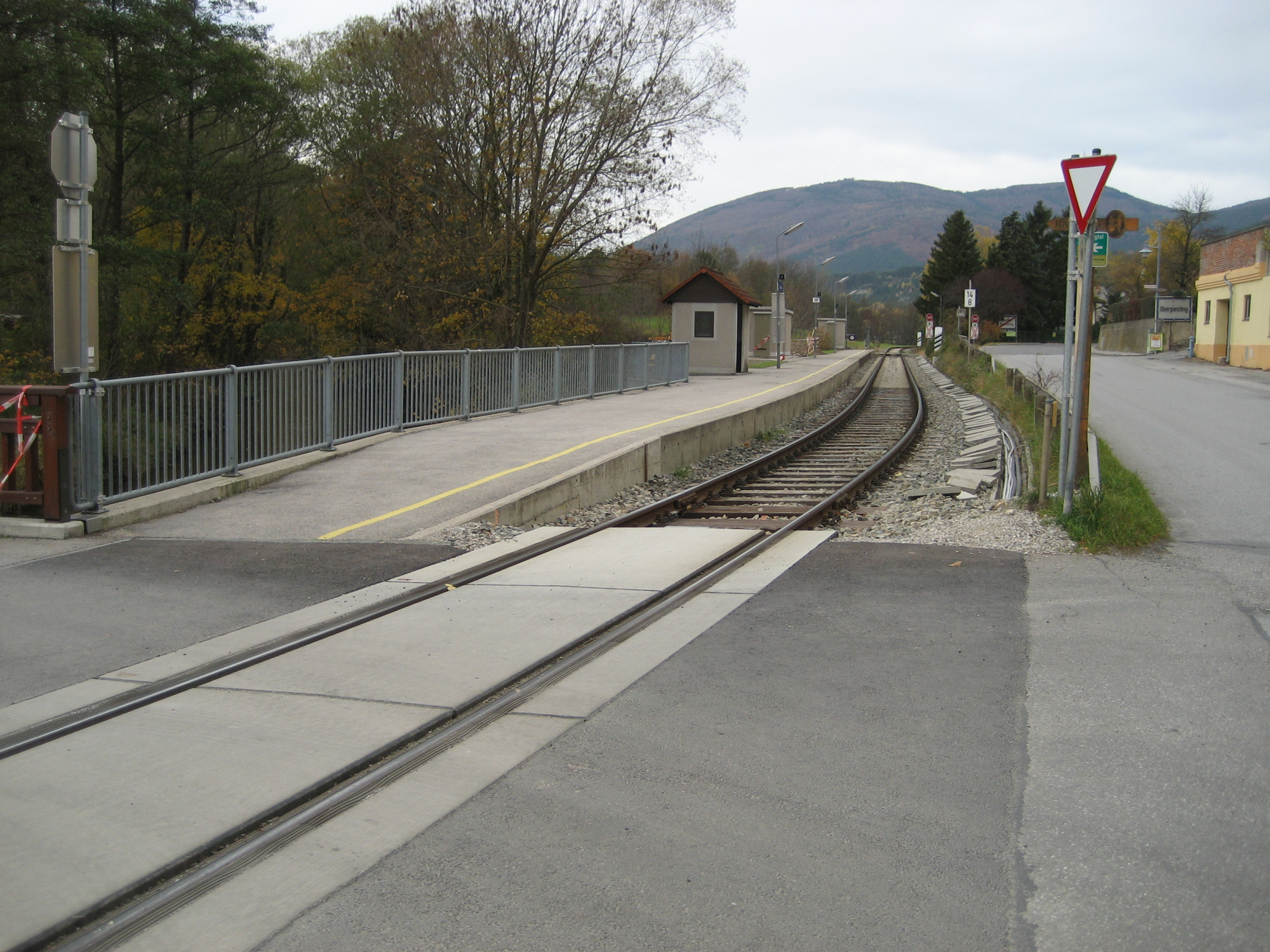
Haltestelle Dreistetten
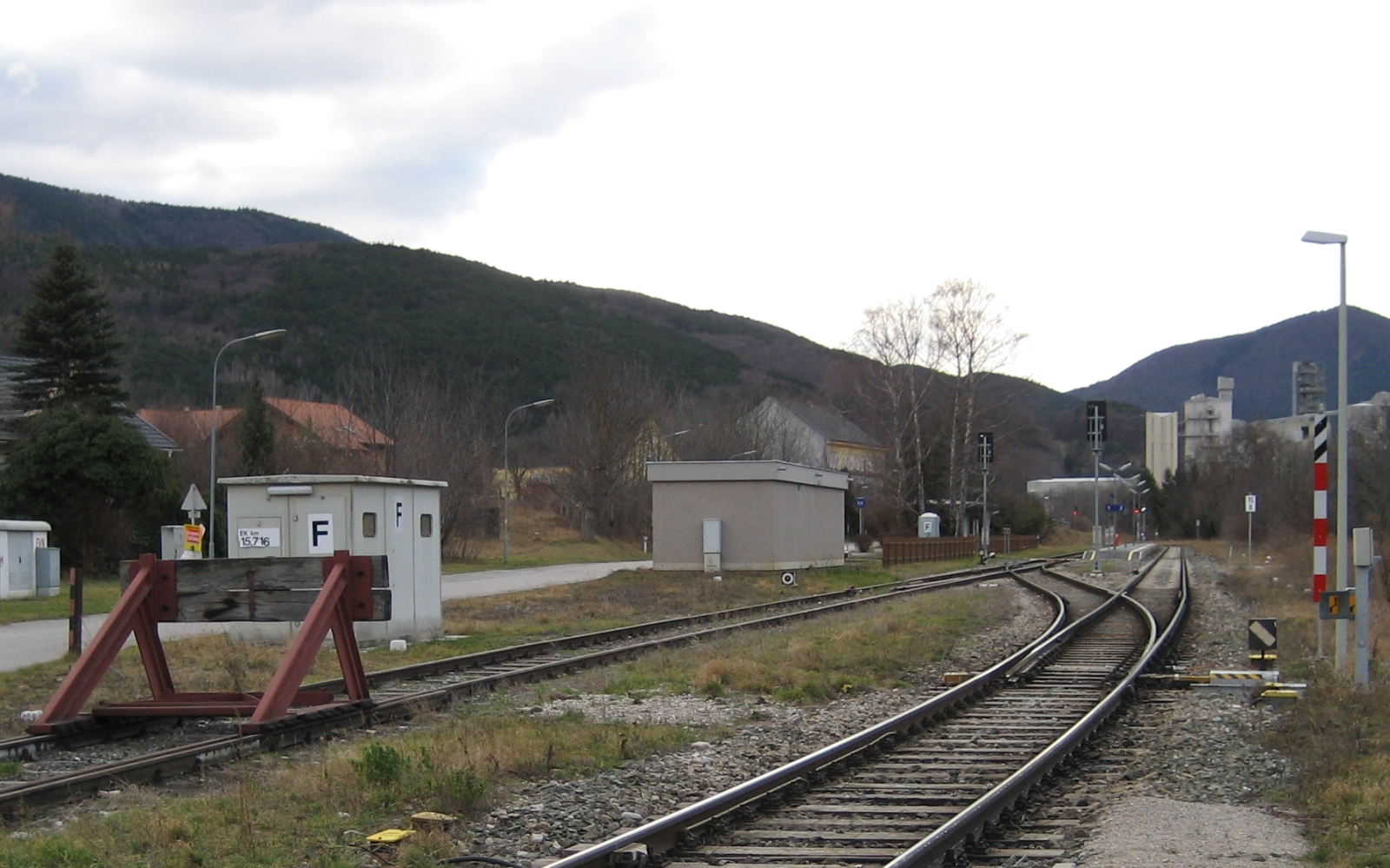
Bahnhof Ober Piesting
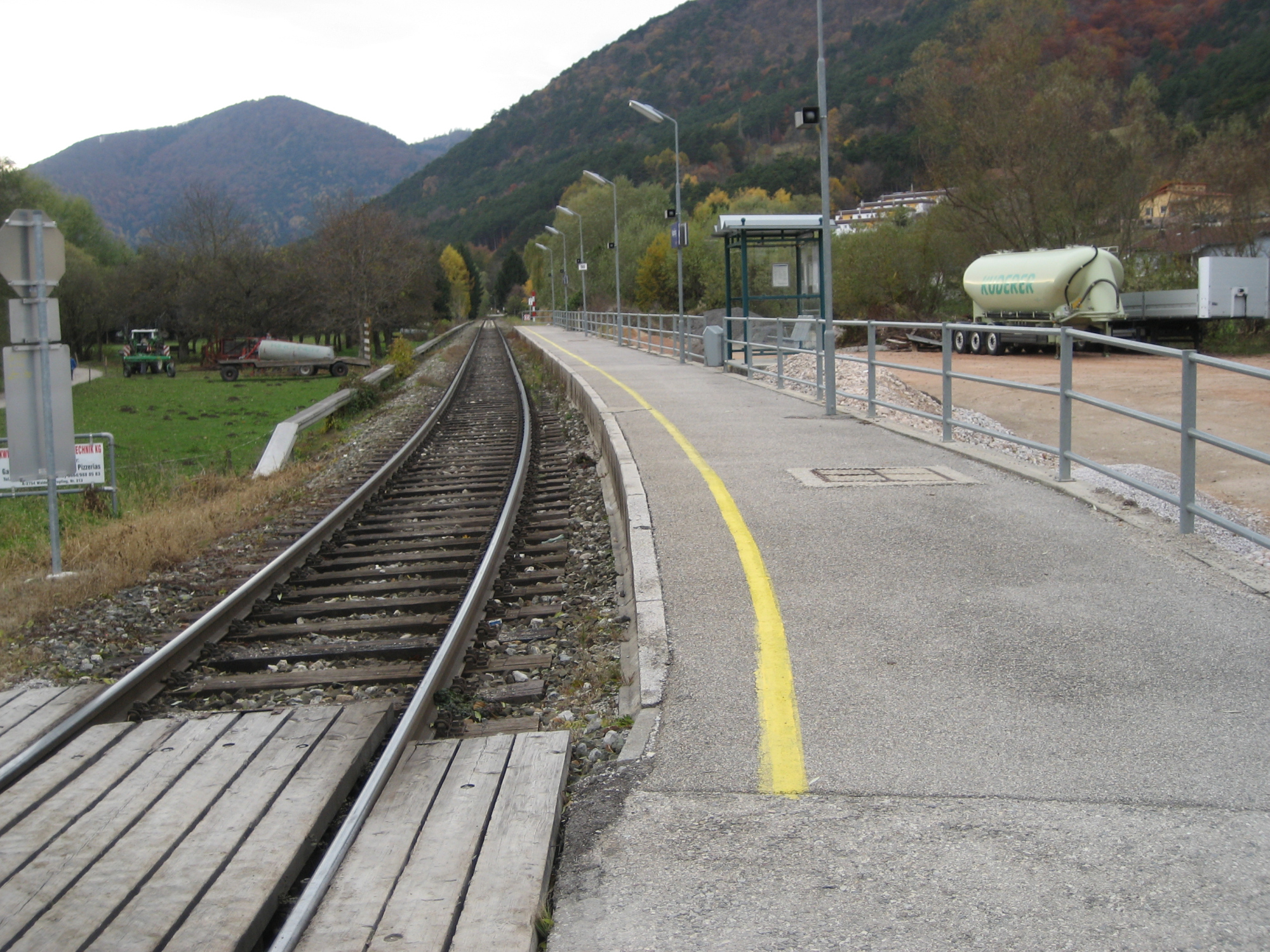
Haltestelle Wopfing
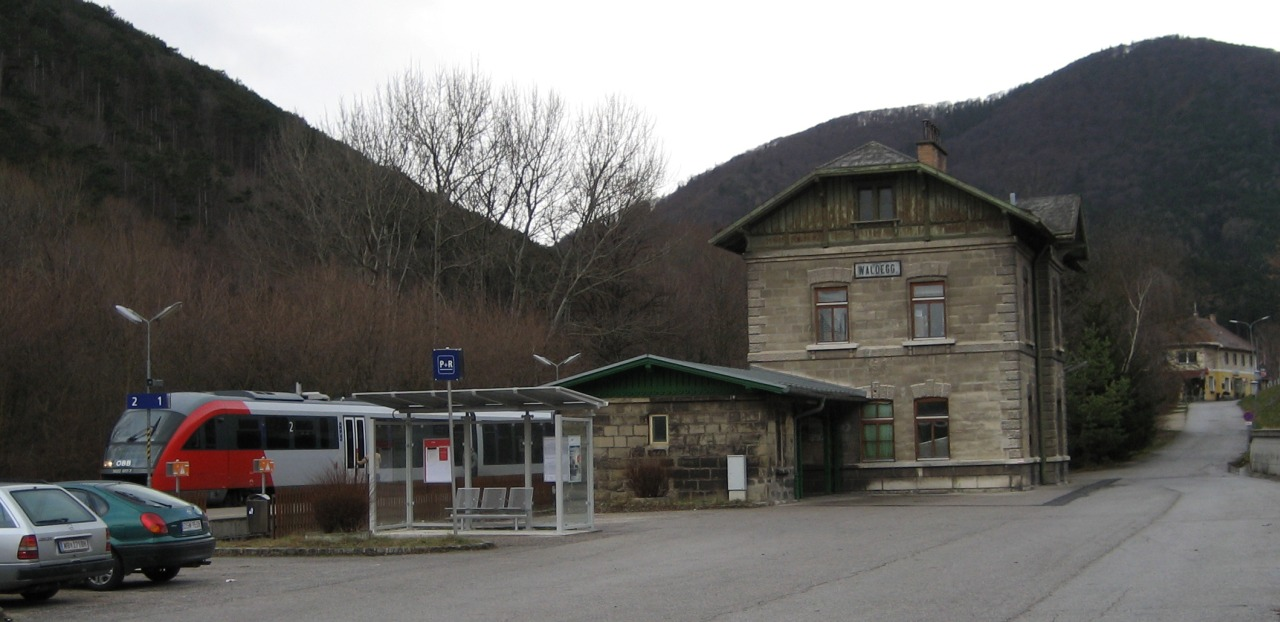
Bahnhof Waldegg
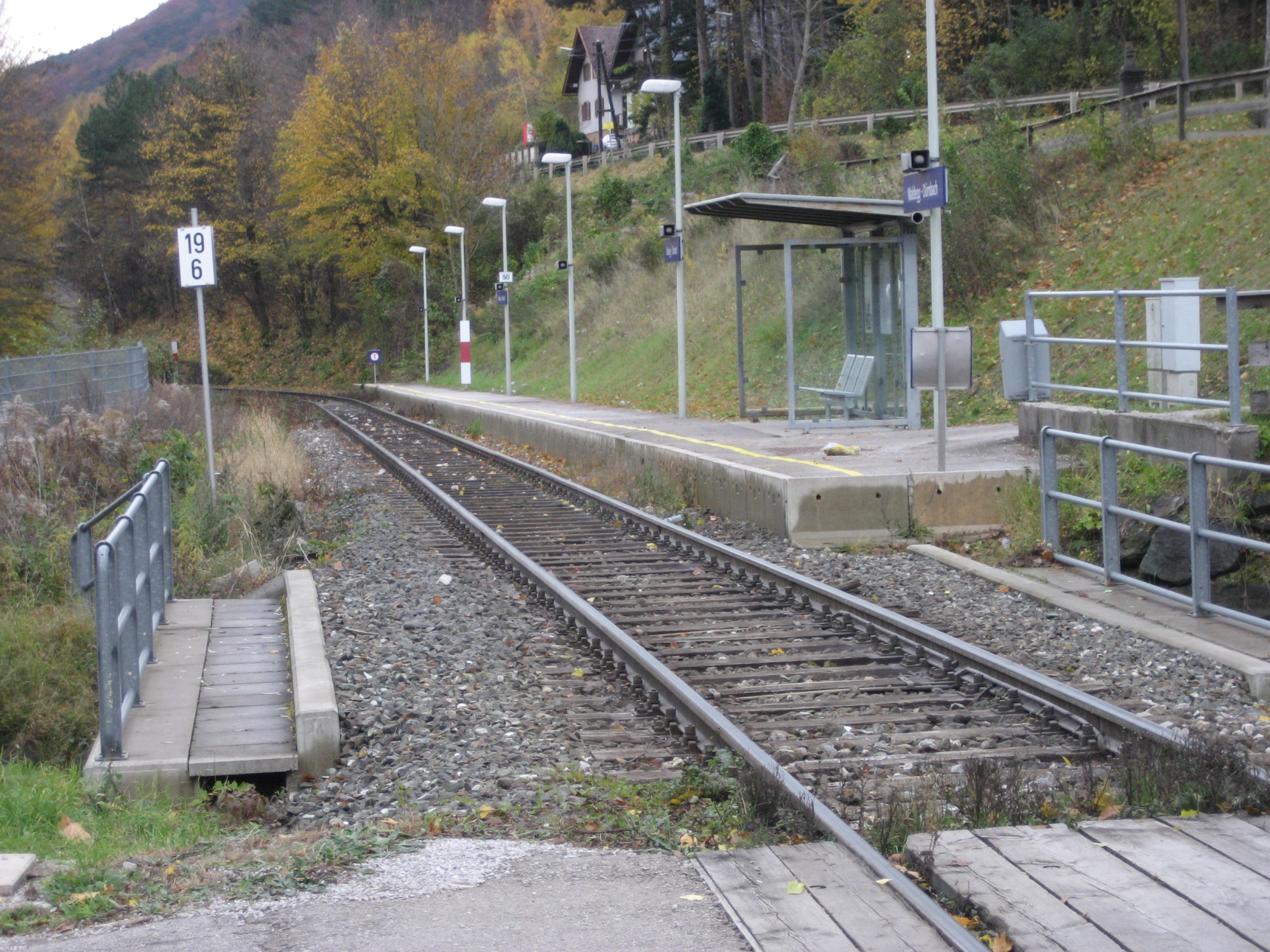
Haltestelle Waldegg-Dürnbach
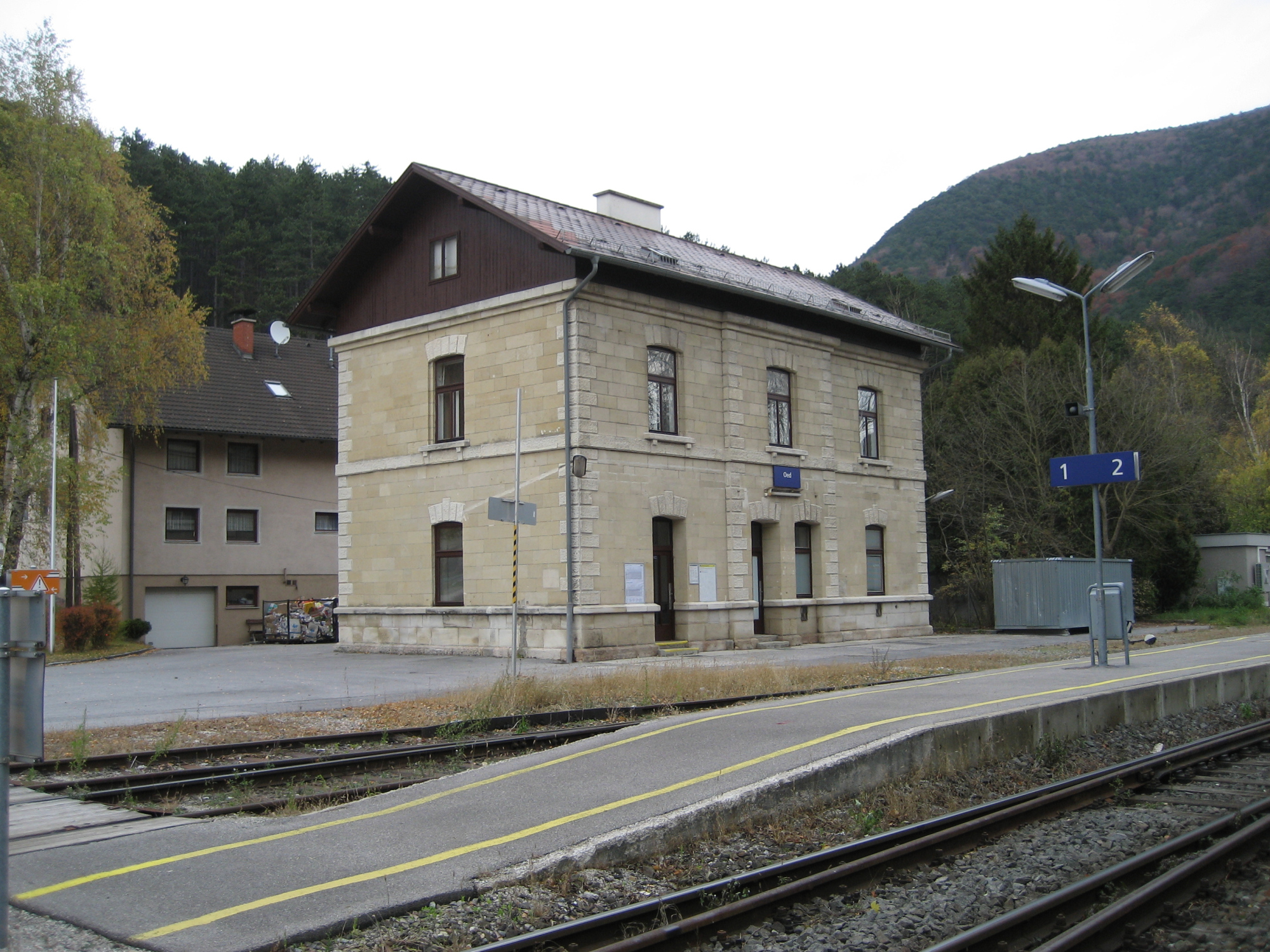
Aufnahmsgebäude und Bahnsteige, Bahnhof Oed
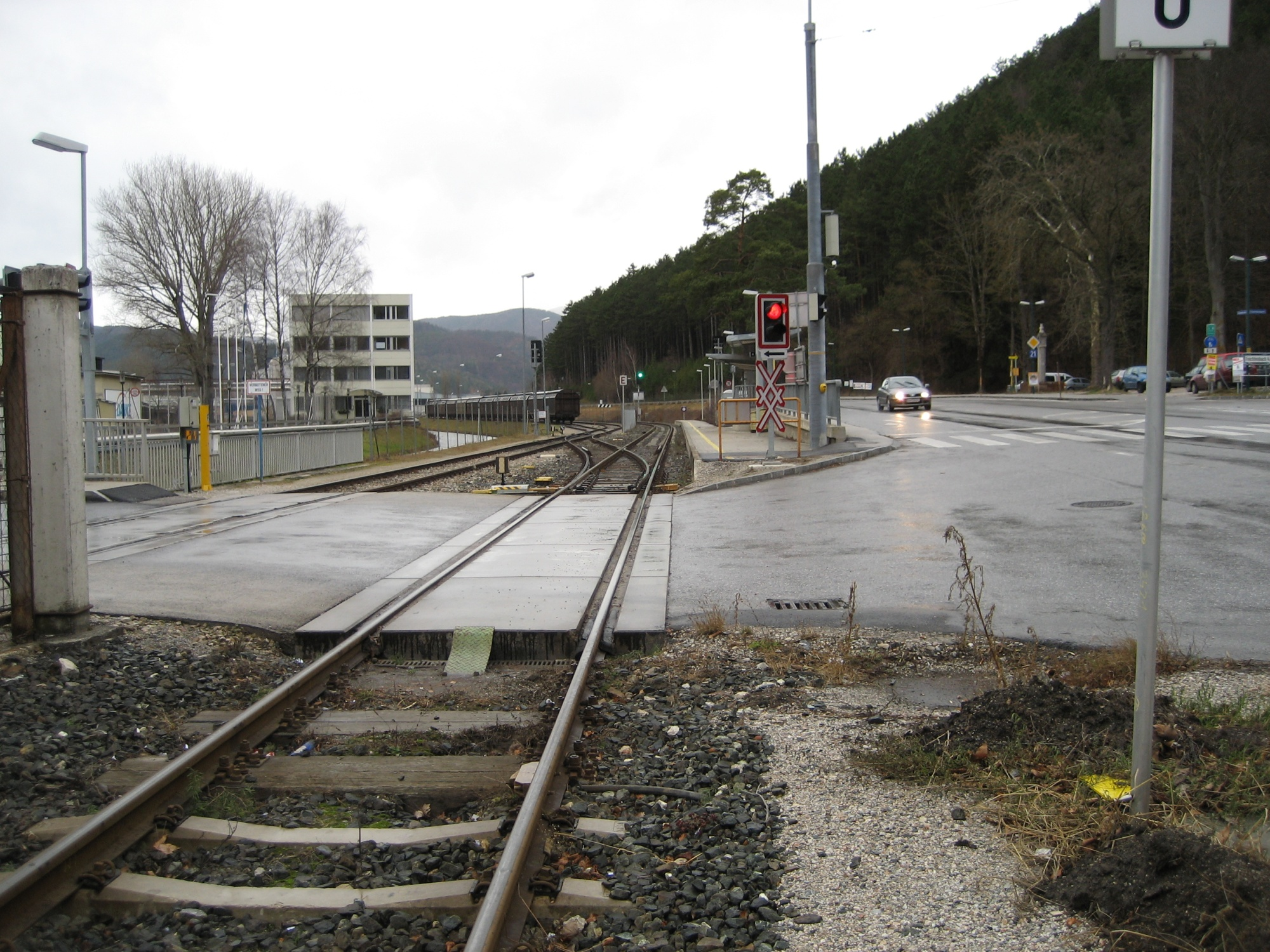
Bahnhof Ortmann
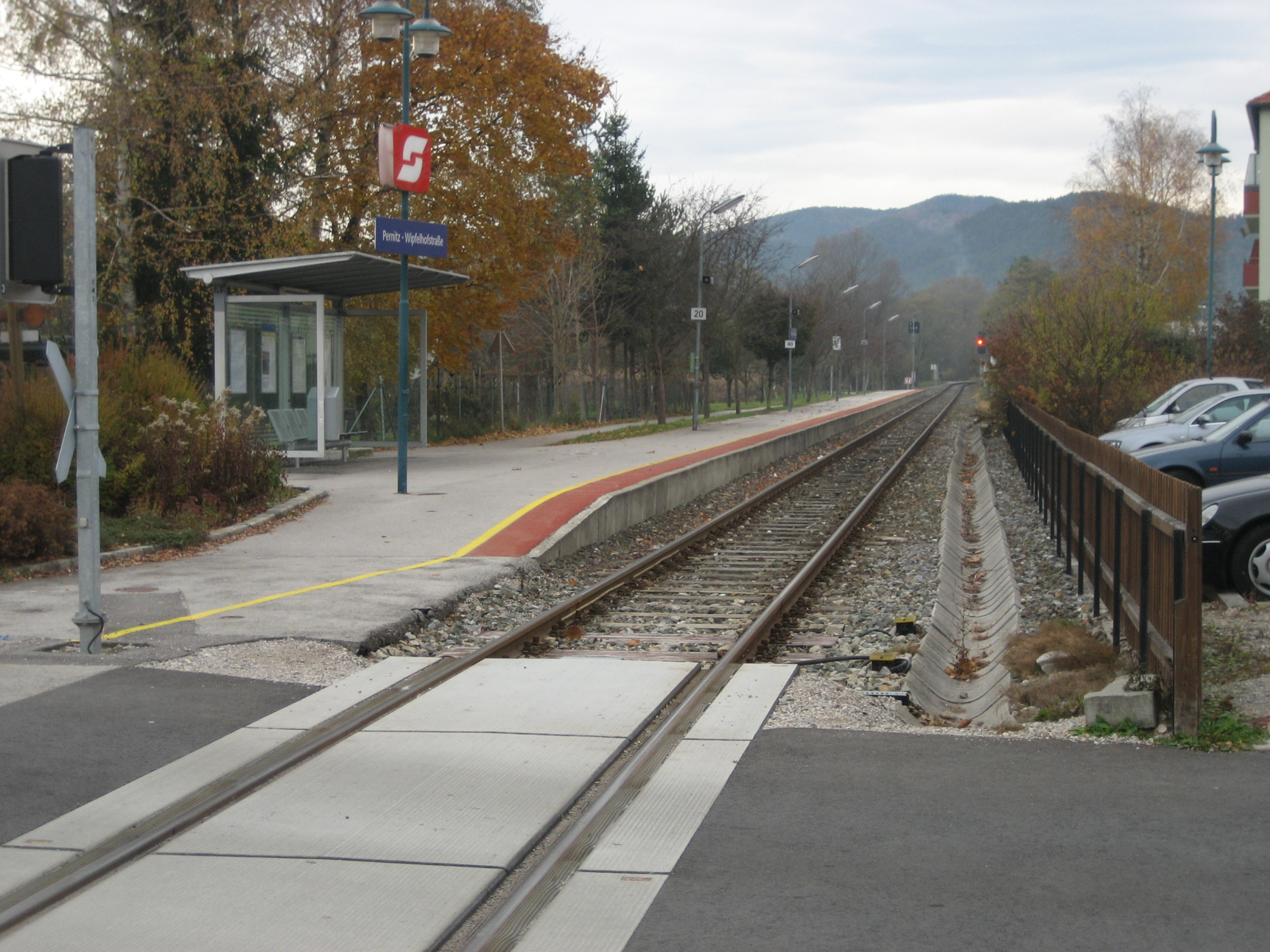
Haltestelle Pernitz Wipfelhofstraße
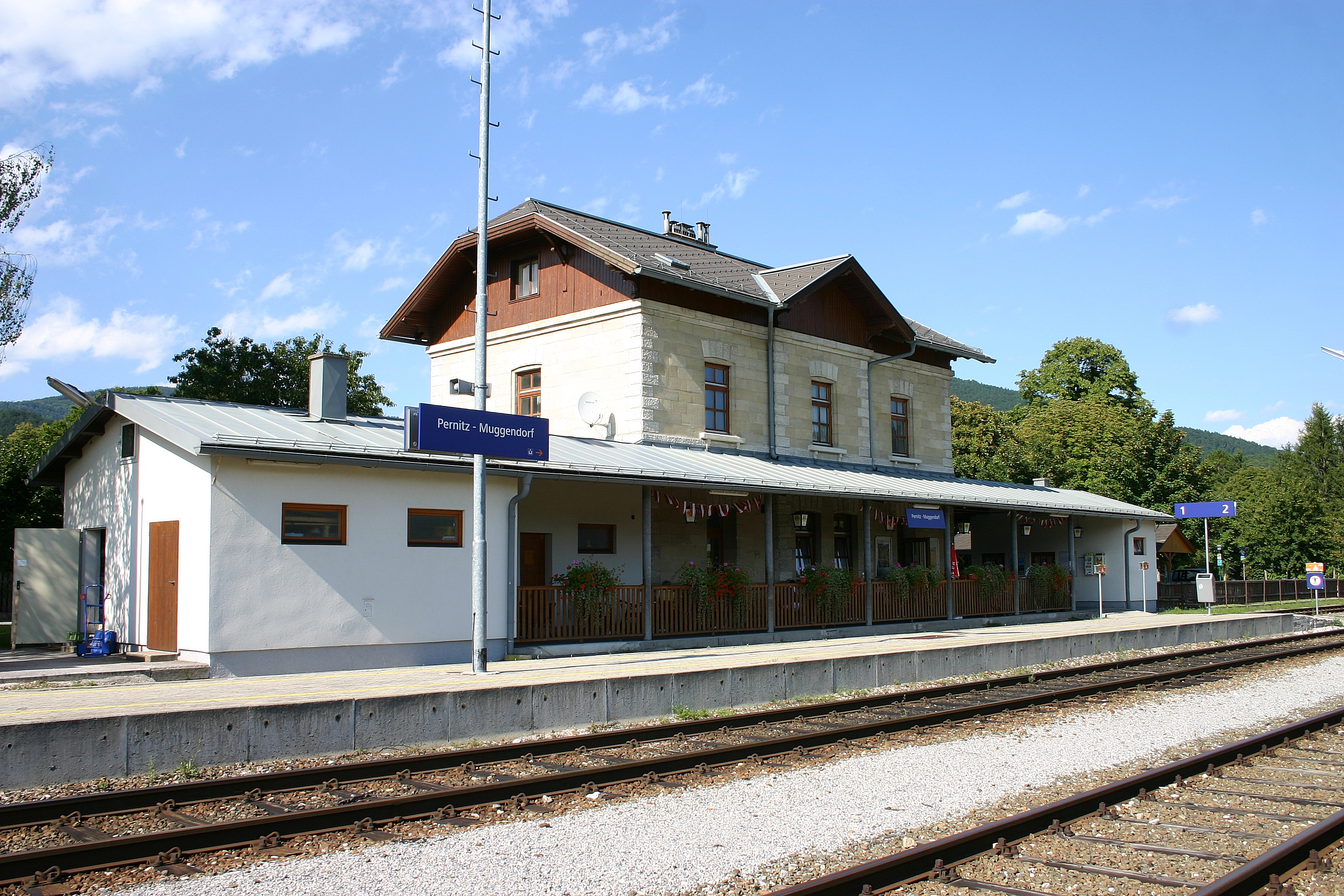
Bahnhof Pernitz-Muggendorf
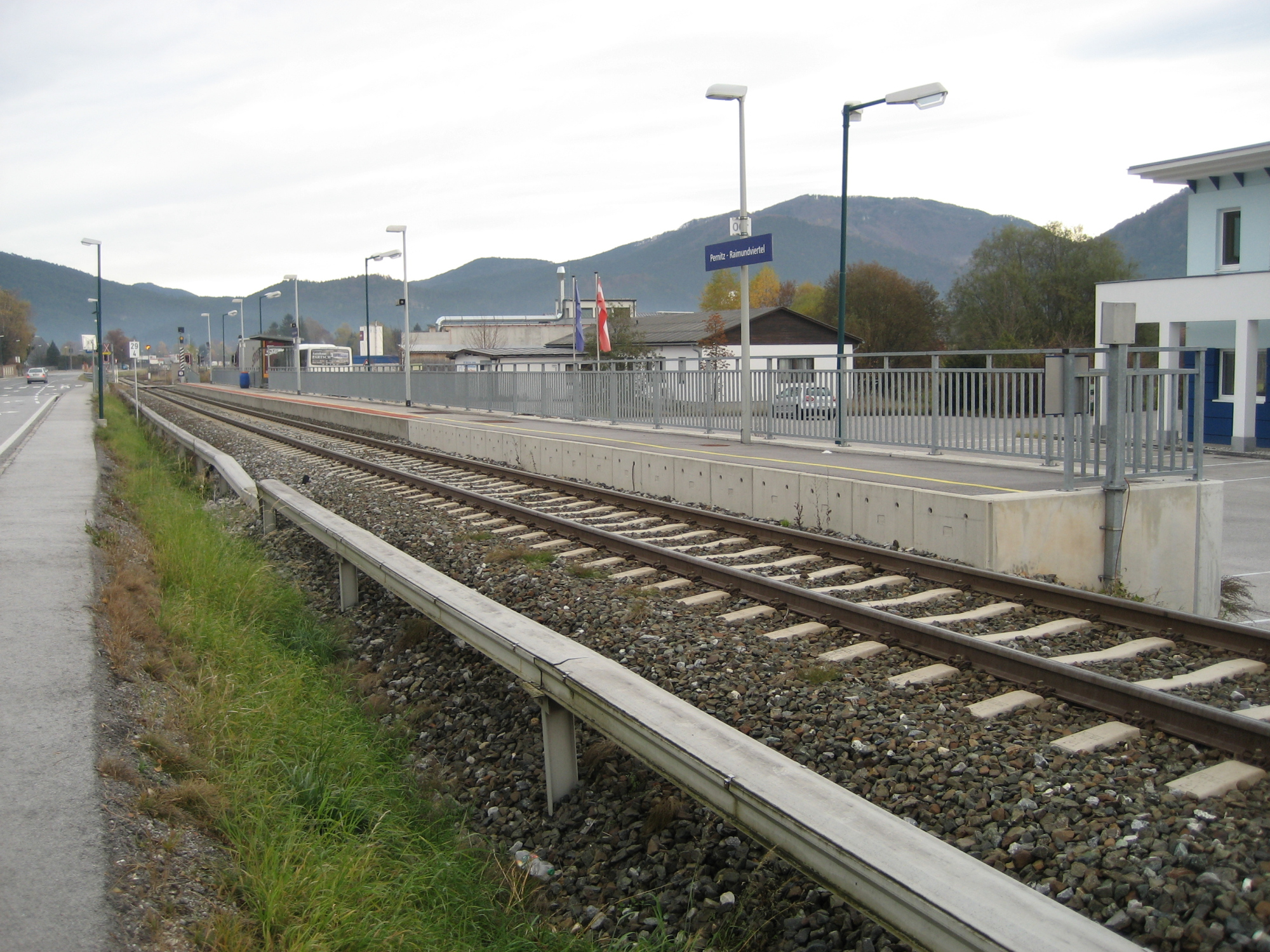
Haltestelle Pernitz Raimundviertel
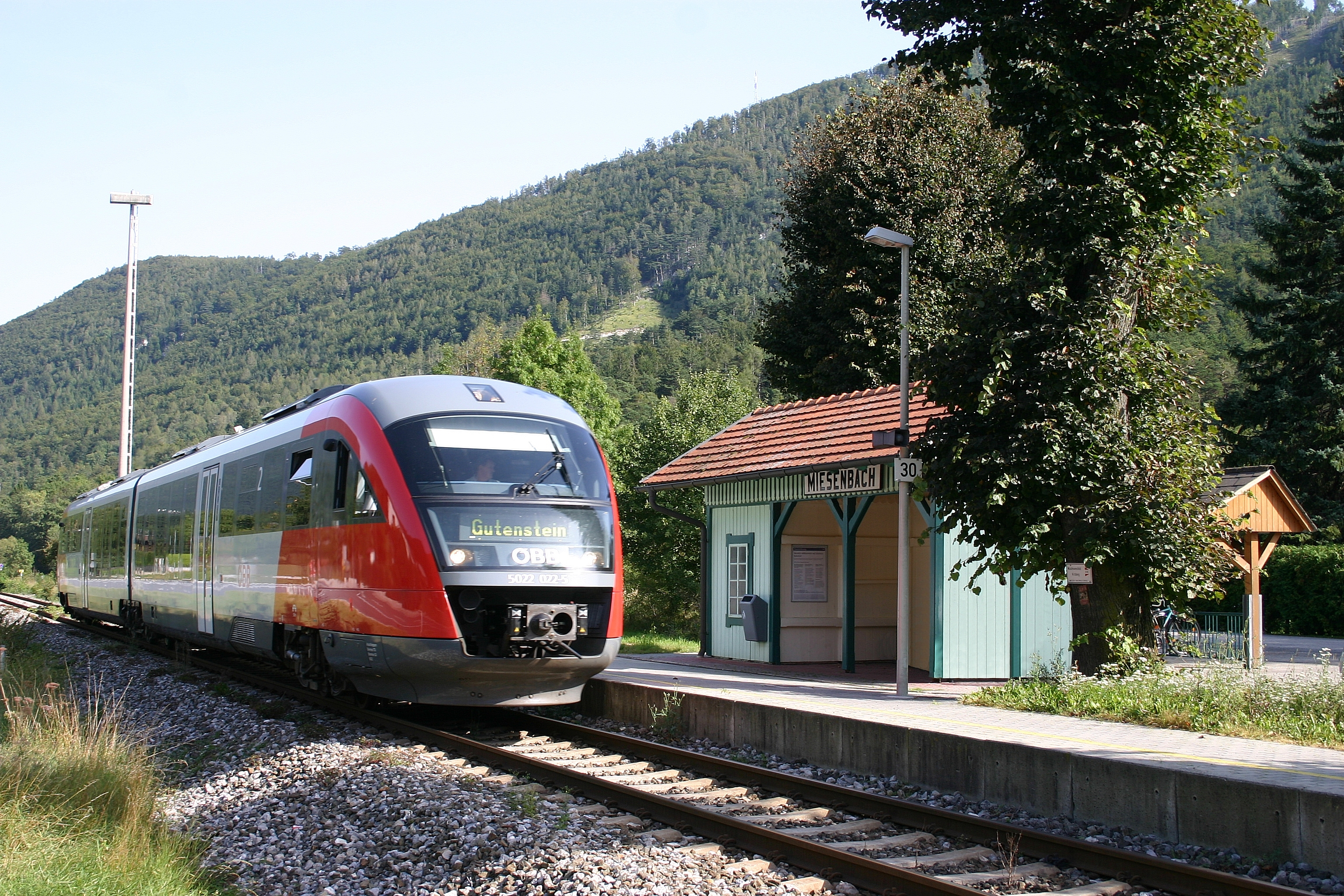
Haltestelle Miesenbach-Waidmannsfeld
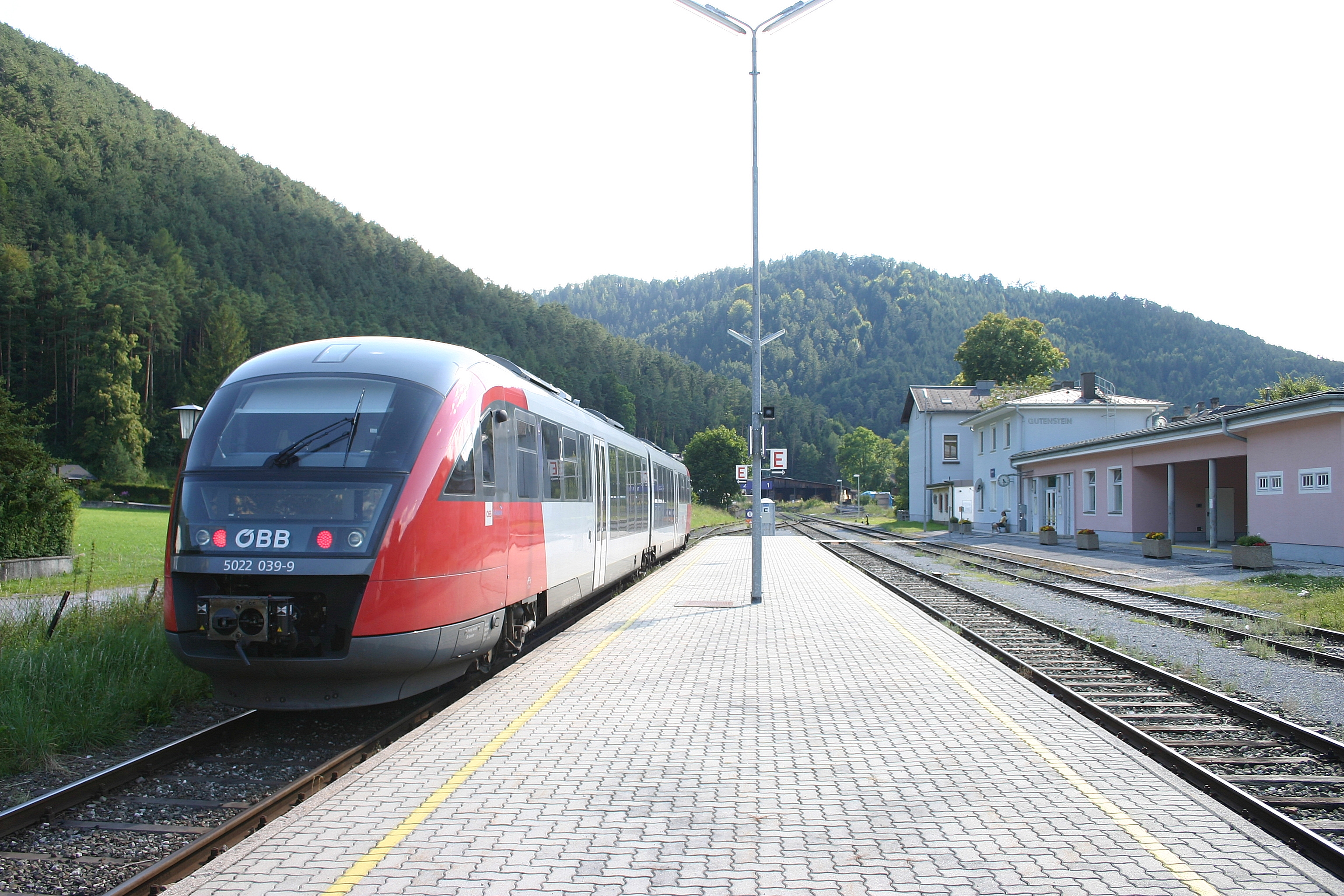
Bahnhof Gutenstein
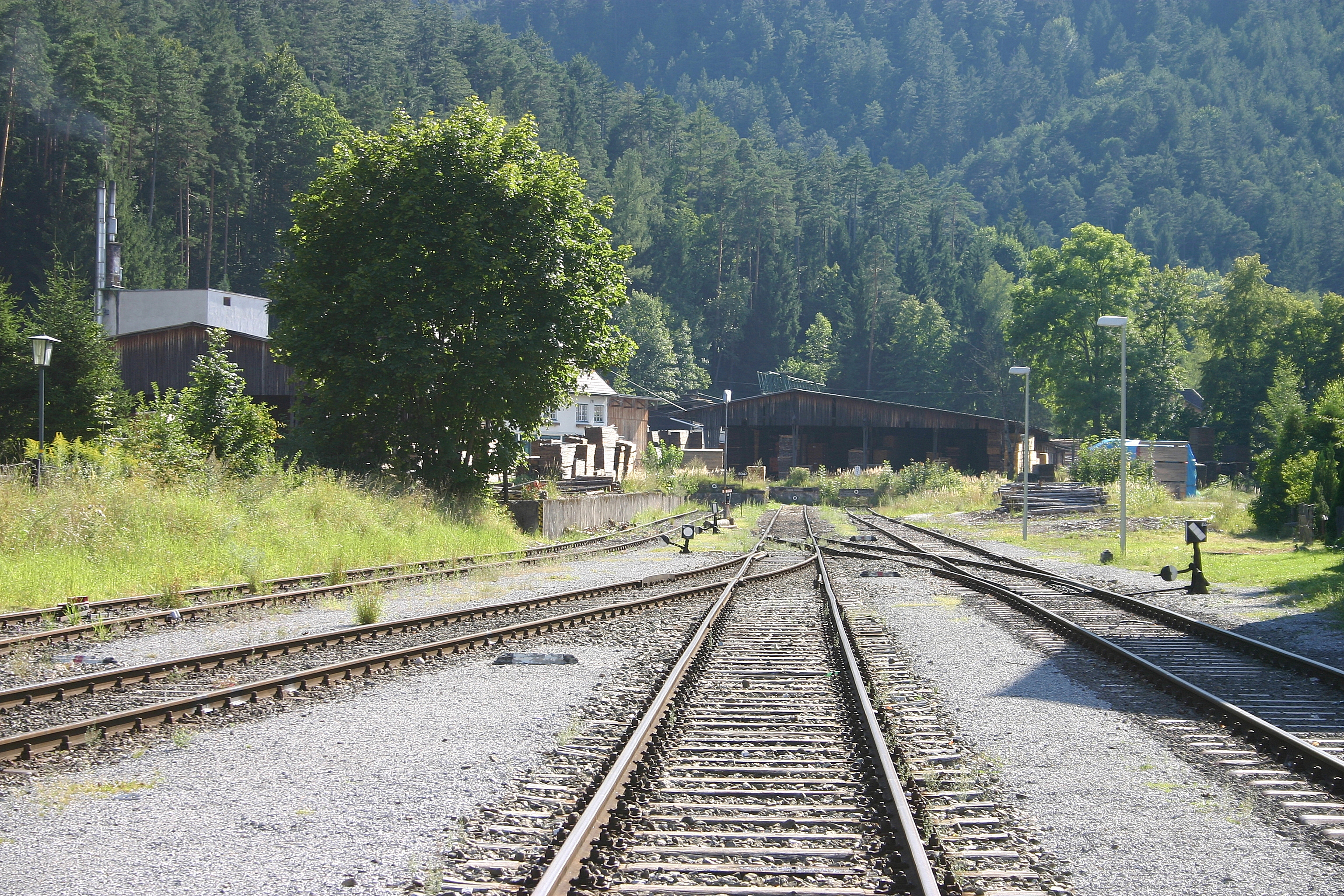
Streckenende im Bahnhof Gutenstein